# 태블릿 컴퓨터

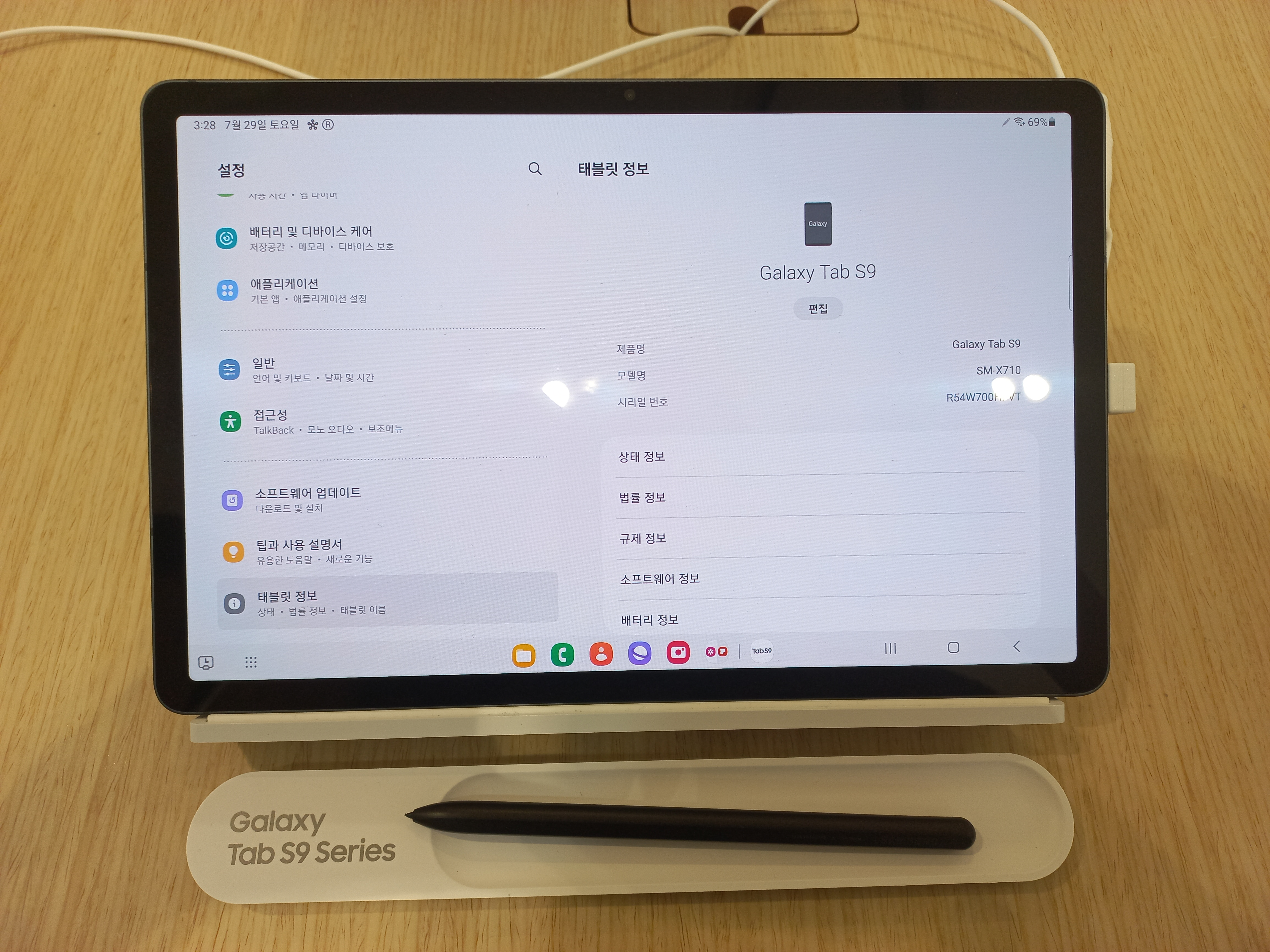
삼성의 갤럭시 탭 S9

태블릿 컴퓨터(영어: tablet computer, 문화어: 판형콤퓨터)는 일반적으로 태블릿 또는 단순히 탭으로 줄여 불리며, 일반적으로 모바일 운영체제와 터치스크린 디스플레이, 처리 회로, 그리고 이차 전지를 하나의 얇고 평평한 패키지에 담은 모바일 장치이다. 태블릿은 컴퓨터이므로 유사한 기능을 가지고 있지만, 다른 컴퓨터들이 가진 일부 I/O 기능은 부족하다. 최신 태블릿은 스마트폰을 기반으로 하며, 유일한 차이점은 태블릿이 스마트폰보다 상대적으로 크다는 점으로, 대각선으로 7 인치 (18 cm) 이상인 화면을 가지고 있으며 셀룰러 네트워크 연결을 지원하지 않을 수도 있다. 랩톱과는 달리 (전통적으로 데스크톱용으로 설계된 운영체제를 사용했지만), 태블릿은 보통 스마트폰과 함께 모바일 운영체제를 사용한다.
터치스크린 디스플레이는 대형 컴퓨터의 마우스, 터치패드, 키보드 대신 손가락 또는 디지털 펜(스타일러스)으로 수행되는 제스처로 작동한다. 휴대용 컴퓨터는 물리적 키보드의 유무와 형태에 따라 분류할 수 있다. 슬레이트 및 북클릿이라는 두 종류의 태블릿은 물리적 키보드가 없으며 일반적으로 터치스크린 디스플레이에 표시되는 가상 키보드를 사용하여 텍스트 및 기타 입력을 받는다. 물리적 키보드가 없는 단점을 보완하기 위해 대부분의 태블릿은 블루투스 또는 USB를 통해 독립적인 물리적 키보드에 연결할 수 있다. 2-in-1 PC는 태블릿과는 다른 키보드를 가지고 있다.
태블릿의 형태는 20세기 중반에 개념화되었고(스탠리 큐브릭은 1968년 공상 과학 영화 2001 스페이스 오디세이에서 가상의 태블릿을 묘사했다), 그 세기의 마지막 20년 동안 시제품으로 제작되고 개발되었다. 2010년 애플은 대중 시장 태블릿 중 처음으로 널리 인기를 얻은 아이패드를 출시했다. 그 후 태블릿은 빠르게 보편화되었고 곧 개인, 교육 및 직장용으로 사용되는 대규모 제품군이 되었다. 태블릿 PC의 인기 있는 용도는 프레젠테이션 보기, 화상 회의, 전자책 읽기, 영화 감상, 사진 공유 등이다. 2021년 현재 Statista의 데이터에 따르면 전 세계 태블릿 사용자는 12억 8천만 명이며, 애플이 가장 큰 제조업체 시장 점유율을 차지하고 있으며 삼성과 레노버가 그 뒤를 잇고 있다.

## 역사

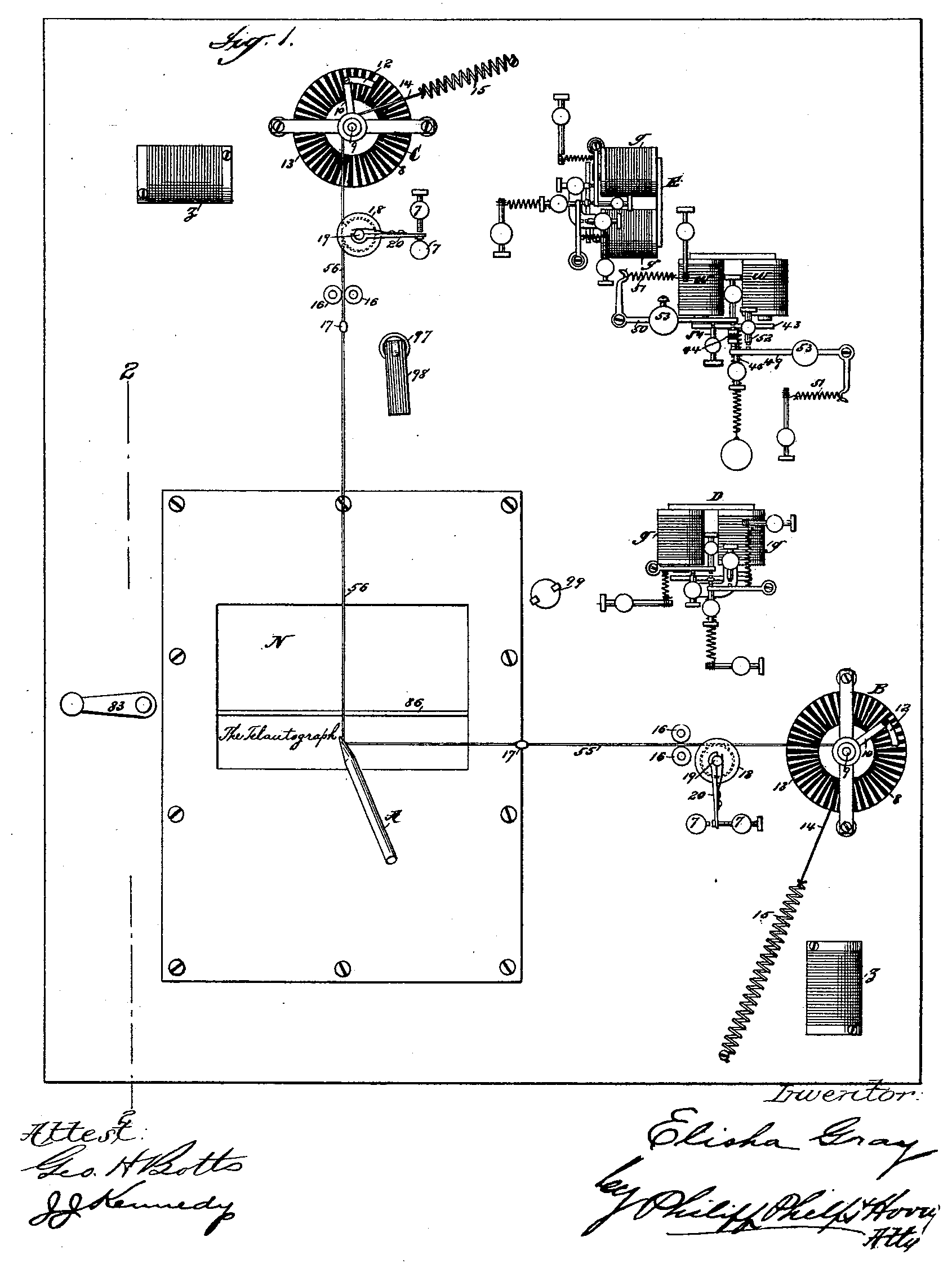
1888년 텔레오토그래프 특허 도안

태블릿 컴퓨터와 그와 관련된 운영체제는 펜 컴퓨팅의 개발과 함께 시작되었다. 평면 정보 디스플레이에 데이터 입력 및 출력이 가능한 전기 장치는 일찍이 1888년에 텔레오토그래프로 존재했으며, 이는 종이 한 장을 디스플레이로 사용하고 전자기계 액추에이터에 연결된 펜을 사용했다. 20세기 내내 이러한 특성을 가진 장치들은 청사진, 프로토타입, 또는 상업용 제품으로 상상되고 만들어졌다. 많은 학술 및 연구 시스템 외에도 여러 회사가 1980년대에 다양한 입출력 유형을 시도한 상업용 제품을 출시했다.

### 가상의 태블릿과 시제품 태블릿
태블릿 컴퓨터는 20세기 후반에 여러 공상 과학 작품에 등장했으며, 이들은 모두 더 넓은 대중에게 이 개념을 홍보하고 전파하는 데 도움이 되었다. 예를 들어:
- 아이작 아시모프는 그의 소설 파운데이션 (1951)에서 계산기 패드를 묘사했다.
- 스타니스와프 렘은 그의 소설 별들로부터의 귀환 (1961)에서 옵톤을 묘사했다.
- 진 로든베리의 스타 트렉: 오리지널 시리즈 (1966)에는 수많은 유사한 장치들이 묘사되었다.
- 닥터 후: 더 도미네이터에서 교육자 발란은 스와이프 제스처를 사용하여 데이터를 입력하는 태블릿을 들고 있다 (1967)[13]
- 아서 C. 클라크의 뉴스패드[14]는 스탠리 큐브릭의 영화 2001 스페이스 오디세이 (1968)에 묘사되었다.
- 더글러스 애덤스는 은하수를 여행하는 히치하이커를 위한 안내서와 같은 이름의 코미디 (1978)에서 태블릿 컴퓨터를 묘사했다.
- 공상 과학 TV 시리즈 스타 트렉: 더 넥스트 제너레이션은 PADD로 지정된 태블릿 컴퓨터를 특징으로 했으며, (대부분의 쇼에서 컴퓨터와 마찬가지로) 스타일러스 유무에 관계없이 터치스크린 인터페이스를 사용하는 것이 주목할 만하다 (1987)[15]
- 오늘날의 태블릿보다 강력한 장치가 신의 눈 속의 티끌 (1974)에 잠시 등장했다.[16]
- 스타워즈 프랜차이즈에는 데이터패드가 등장하며, 1991년 소설 제국의 후예에서 처음 인쇄물로 묘사되었고 1999년 장편 영화 스타워즈 에피소드 1 – 보이지 않는 위험에서 화면에 묘사되었다.

또한, 실제 프로젝트들은 태블릿 컴퓨터를 제안하거나 만들었다. 예를 들면:
- 1968년, 컴퓨터 과학자 앨런 케이는 키디컴프를 구상했다.[17][18] 그는 자신의 제안서인 '모든 연령의 어린이를 위한 개인용 컴퓨터' (1972)에서 이 개념을 다이나북으로 개발하고 설명했으며,[19] 이 제안서는 랩톱 컴퓨터 또는 (다른 형태의) 태블릿이나 슬레이트 컴퓨터와 유사한 기능을, 거의 영구적인 배터리 수명을 제외하고는 설명한다. 대상 독자는 어린이였다.
- 1979년, 화면 한 지점에 가해지는 외부 힘을 감지할 수 있는 터치스크린 태블릿 아이디어가 히타치 팀(마사오 홋타, 요시카즈 미야모토, 노리오 요코자와, 요시미츠 오시마)에 의해 일본에서 특허를 받았다. 이 팀은 나중에 이 아이디어로 미국 특허를 받았다.[20]
- 1992년, 아타리는 개발자들에게 스타일러스(나중에 ST-Pad로 이름 변경)를 선보였다. ST-Pad는 TOS/GEM 아타리 ST 플랫폼을 기반으로 했으며 초기 필기 인식을 시제품으로 제작했다. 시라즈 시브지의 회사인 Momentus는 같은 시기에 자체 그래픽 사용자 인터페이스(GUI)를 가진 MS-DOS 기반의 x86 펜 컴퓨터를 시연했지만 실패했다.[21]
- 1994년, 유럽 연합은 클라크와 큐브릭의 가상 작품에서 영감을 받아 NewsPad 프로젝트를 시작했다.[22] 아콘 컴퓨터는 이 프로그램을 위해 ARM 기반 터치스크린 태블릿 컴퓨터를 개발하고 납품하여 "NewsPad"라는 브랜드를 붙였다. 이 프로젝트는 1997년에 종료되었다.[23]
- 2000년 11월 COMDEX에서 마이크로소프트는 시연 중이던 휴대용 기기 시제품을 설명하기 위해 태블릿 PC라는 용어를 사용했다.[24][25][26]
- 2001년, 에릭슨 모바일 커뮤니케이션즈는 싱가포르 무선 통신 센터와의 협력을 통해 개발된 델피패드라는 실험 제품을 발표했다. 이 제품은 터치 감응형 화면, 넷스케이프 내비게이터 웹 브라우저, 리눅스 운영체제를 탑재했다.[27][28]

### 초기 태블릿

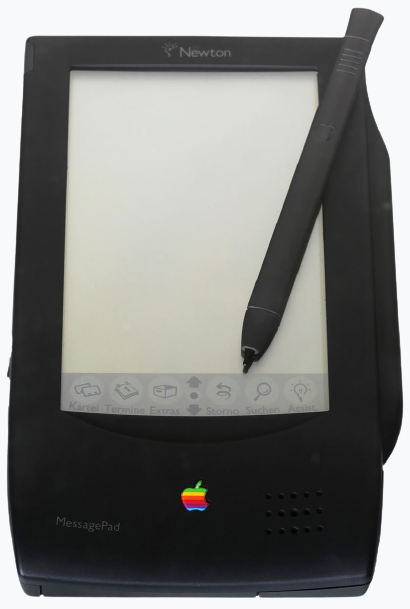
애플이 1993년에 출시한 최초의 태블릿인 애플 뉴턴 메시지패드

Pencept PenPad, Linus Write-Top, 그리고 CIC Handwriter와 같은 초기 태블릿 컴퓨터 제품에 이어, 1989년 9월 Grid Systems는 최초의 상업적으로 성공한 태블릿 컴퓨터인 GridPad를 출시했다. 이 네 가지 제품은 모두 확장된 MS-DOS 운영체제를 기반으로 했다. 1992년, IBM은 ThinkPad 700T (2521)을 발표(4월)하고 개발자들에게 배송(10월)했으며, 이는 GO Corporation의 PenPoint OS를 실행했다. 또한 PenPoint를 기반으로 한 것은 1993년 AT&T의 EO Personal Communicator였으며, 이 제품은 AT&T 자체 하드웨어(자체 AT&T 호빗 CPU 포함)에서 실행되었다. 애플 컴퓨터는 1993년에 애플 뉴턴 개인 정보 단말기를 출시했다. 이 제품은 애플 자체의 새로운 뉴턴 OS를 사용했으며, 처음에는 모토로라에서 제조한 하드웨어에서 실행되었고, 애플이 아콘 컴퓨터와 특별히 공동 개발한 ARM CPU를 통합했다. 운영체제 및 플랫폼 디자인은 나중에 샤프와 Digital Ocean에 라이선스되어 자체 변형 모델을 제조했다.
펜 컴퓨팅은 1990년대 초 언론에서 큰 화제를 모았다. 지배적인 PC 소프트웨어 공급업체인 마이크로소프트는 PenPoint OS에 대항하기 위해 1992년에 Windows for Pen Computing을 출시했다. 이 회사는 컴팩과 같은 OEM과 협력하여 윈도우즈와 유사한 운영체제와 필기 인식을 갖춘 소형 장치를 개발하는 WinPad 프로젝트를 시작했다. 그러나 이 프로젝트는 2년 후에 중단되었고, 대신 1996년에 "핸드헬드 PC" 형태의 윈도우 CE가 출시되었다. 같은 해 팜은 팜 OS 기반의 터치 및 스타일러스 기반 개인 정보 단말기인 팜파일럿의 첫 번째 모델을 출시했으며, 터치 기반 장치에는 초기에는 모토로라 드래곤볼(68000) CPU가 통합되었다. 또한 1996년 후지쯔는 윈도우 95를 실행하고 100MHz AMD486 DX4 CPU, 8MB RAM을 탑재한 스타일러스 입력이 가능한 태블릿 형식 PC인 Stylistic 1000을 출시했으며, 기존 키보드와 마우스를 연결하는 옵션도 제공했다. 인텔은 1999년에 StrongARM 프로세서 기반의 터치스크린 태블릿 컴퓨터를 WebPAD라는 이름으로 발표했다. 나중에 "인텔 웹 태블릿"으로 이름이 변경되었다. 2000년 노르웨이 회사 Screen Media AS와 독일 회사 Dosch & Amand Gmbh는 "FreePad"를 출시했다. 이는 리눅스를 기반으로 했고 오페라 브라우저를 사용했다. 인터넷 접속은 DECT DMAP을 통해 제공되었으며, 유럽에서만 사용 가능했으며 최대 10Mbit/s를 제공했다. 이 장치는 16MB 저장 공간, 32MB RAM, 그리고 내셔널 세미컨덕터의 x86 호환 166MHz "Geode" 마이크로컨트롤러를 탑재했다. 화면은 10.4인치 또는 12.1인치였고 터치 감응형이었다. SIM 카드 슬롯이 있어 TV 셋톱박스 지원이 가능했다. FreePad는 노르웨이와 중동에서 판매되었지만, 2003년에 회사가 해체되었다. 소니는 2000년 말 일본에서 완전한 무선 인터넷 기능을 갖춘 에어보드 태블릿을 출시했다.

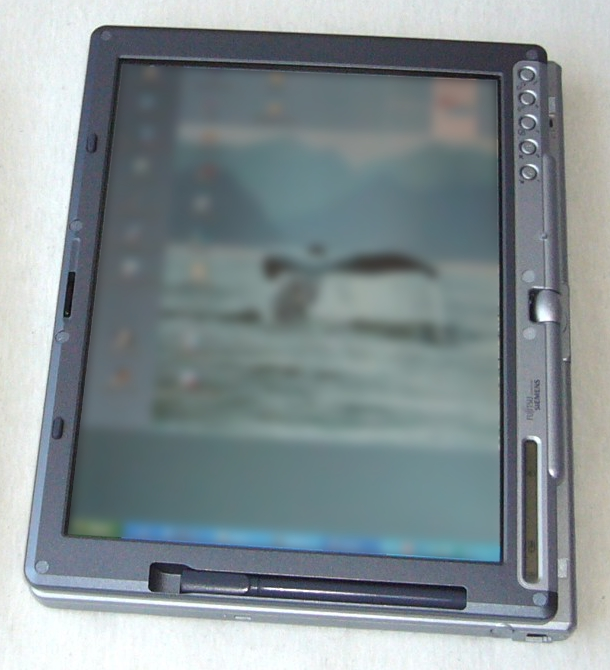
후지쯔 지멘스 라이프북 태블릿, 2003년 출시된 윈도우 XP 실행

1990년대 후반, 마이크로소프트는 윈도우 CE 운영체제를 사용하여 핸드헬드 PC 플랫폼을 출시했다. 대부분의 장치는 태블릿이 아니었지만, 후지쯔 PenCentra 130이나 지멘스의 SIMpad와 같이 터치 가능한 태블릿이 이 플랫폼에서 출시되었다. 마이크로소프트는 2002년에 마이크로소프트 태블릿 PC를 비즈니스 현장 작업용 모바일 컴퓨터로 정의하려고 시도하면서 태블릿에 더 중요한 접근 방식을 취했다. 그러나 이 장치들은 주로 가격과 사용성 결정으로 인해 원래 목적에 제한되어 실패했다. 예를 들어 기존 장치들은 한 손으로 오랫동안 들고 있기에는 너무 무거웠고, 데스크톱 인터페이스용으로 만들어진 레거시 애플리케이션은 슬레이트 형식에 잘 맞지 않았다.

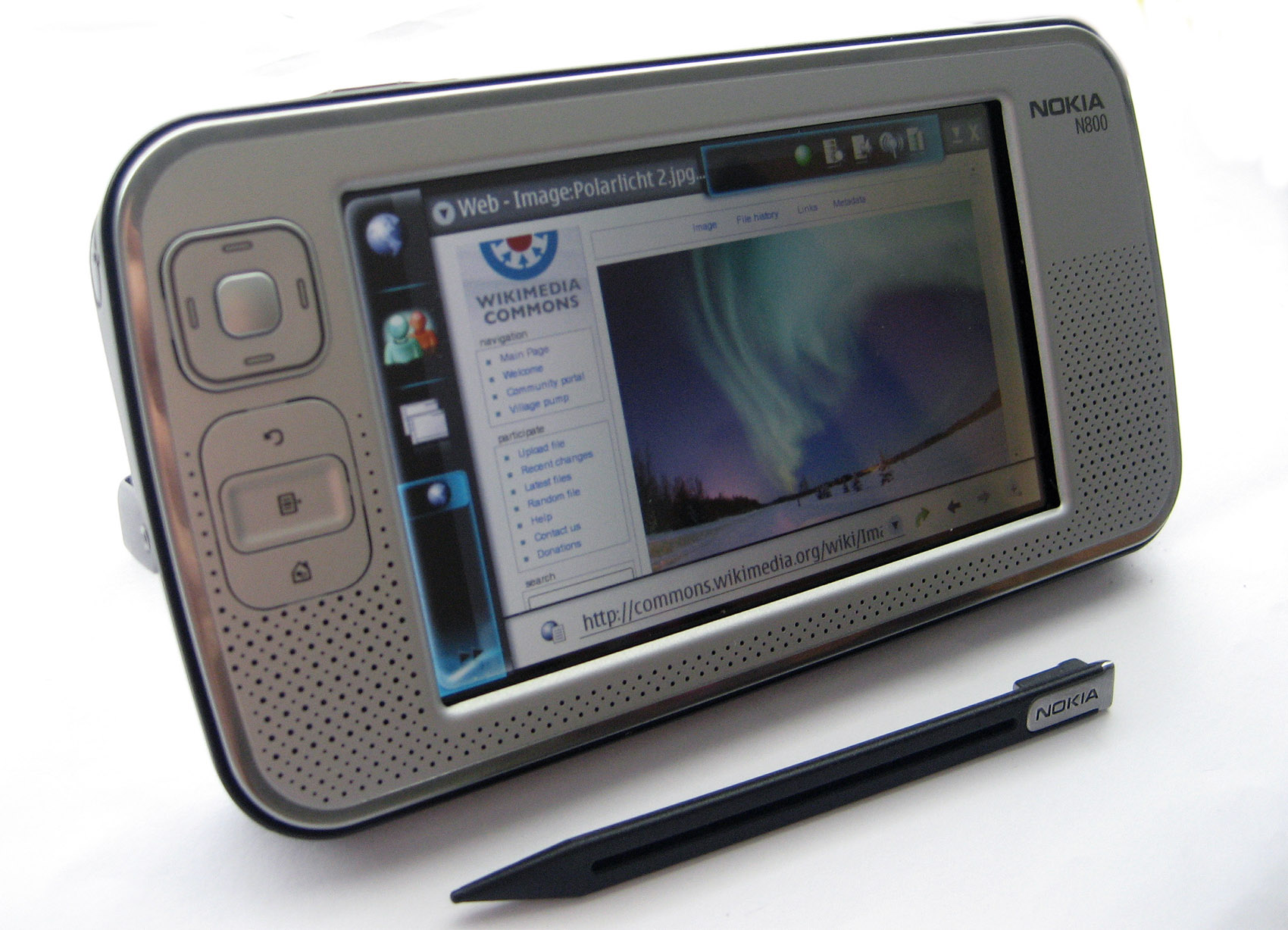
노키아가 제조한 두 번째 태블릿인 노키아 N800

노키아는 2000년 이전에 이미 인터넷 태블릿에 대한 계획을 가지고 있었다. 초기 모델은 2001년에 테스트 제작된 노키아 M510으로, EPOC에서 실행되었고 오페라 브라우저, 스피커 및 10인치 800x600 화면을 특징으로 했지만, 시장이 준비되지 않았다는 우려 때문에 출시되지 않았다. 노키아는 2005년 5월 노키아 770으로 태블릿 시장에 진출했으며, 이 태블릿은 자사 인터넷 태블릿 라인을 위해 맞춤 제작된 데비안 기반 리눅스 배포판인 마에모를 실행했다. 사용자 인터페이스 및 애플리케이션 프레임워크 계층인 Hildon은 인터넷 소비를 위한 태블릿 장치에서 일반 컴퓨팅을 위한 소프트웨어 플랫폼의 초기 사례였다. 그러나 노키아는 이를 미래 모바일 장치의 유일한 플랫폼으로 약속하지 않았고, 이 프로젝트는 다른 자체 플랫폼과 경쟁하다가 나중에 Series 60으로 대체되었다. 노키아는 인터넷 태블릿이라는 용어를 개인 정보 단말기(PDA)와 울트라 모바일 PC(UMPC) 사이의 범위에서 인터넷 사용 및 미디어 소비에 중점을 둔 휴대용 정보 기기를 지칭하는 데 사용했다. 노키아는 마에모를 실행하는 N900과 미고를 실행하는 N9 두 가지 휴대폰을 만들었다.
아이패드 출시 전, Axiotron은 맥북을 심하게 개조한 애프터마켓 제품인 모드북을 선보였는데, 이는 macOS 기반의 태블릿 컴퓨터였다. 모드북은 잉크웰을 필기 및 제스처 인식에 사용하고, 와콤의 디지털화 하드웨어를 사용한다. 맥 OS X가 통합 태블릿의 디지타이저와 통신하도록 하기 위해, 모드북은 타사 드라이버와 함께 제공되었다.
울트라 모바일 PC 출시 이후, 인텔은 모바일 인터넷 장치 이니셔티브를 시작했으며, 이는 동일한 하드웨어를 태블릿화된 리눅스 구성과 결합했다. 인텔은 아톰 프로세서 시리즈의 넷북 성공에 따라 경량 모블린 (모바일 리눅스) 운영체제를 공동 개발했다. 2010년, 노키아와 인텔은 마에모와 모블린 프로젝트를 결합하여 넷북과 태블릿을 지원하는 리눅스 기반 운영체제인 미고를 형성했다. 미고를 사용한 최초의 태블릿은 2010년 9월 독일에서 출시된 네오포니 WeTab이었다. WeTab은 WeTab OS라는 확장된 미고 운영체제를 사용했다. WeTab OS는 안드로이드와 어도비 AIR 런타임을 추가하고 WeTab 장치에 최적화된 독점 사용자 인터페이스를 제공한다. 2011년 9월 27일, 리눅스 재단은 미고가 2012년에 타이젠으로 대체될 것이라고 발표했다.

### 현대 태블릿

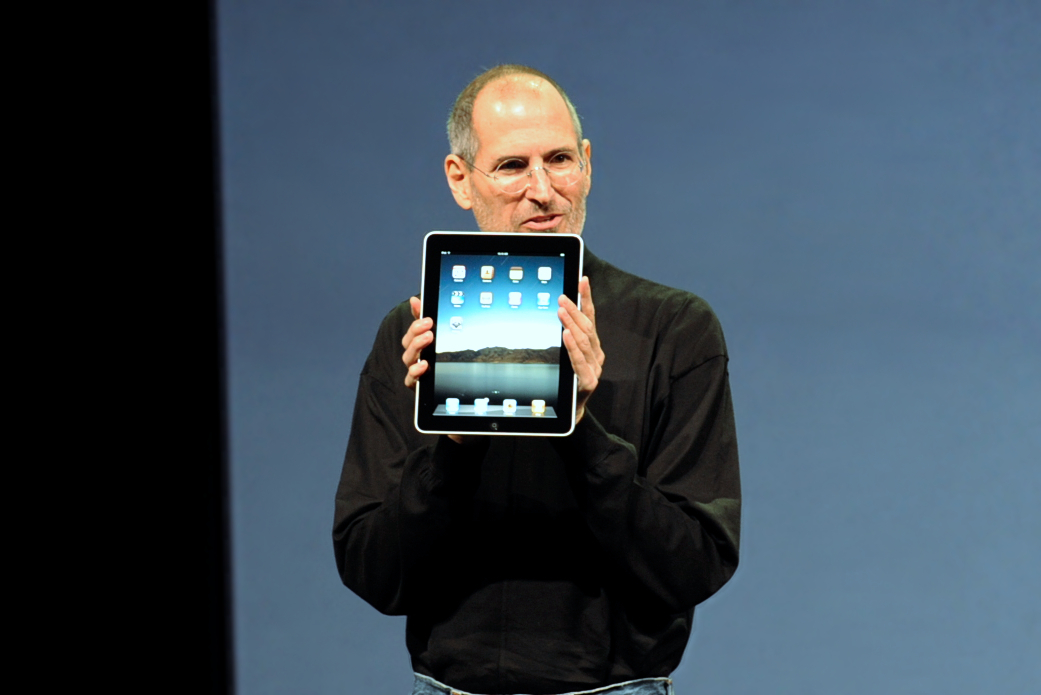
스티브 잡스가 2010년 1월 27일 샌프란시스코에서 아이패드를 소개하는 모습

안드로이드는 2000년대 태블릿 컴퓨터 시장을 지배한 플랫폼 중 처음으로 시장에 진입했다. 2008년, 안드로이드 기반 태블릿에 대한 첫 계획이 등장했다. 첫 제품은 2009년에 출시되었다. 그 중에는 5인치 터치스크린이 장착된 포켓 사이즈 모델인 Archos 5가 있었는데, 처음에는 독점 운영체제로 출시되었다가 나중에 (2009년) 안드로이드 1.4와 함께 출시되었다. Camangi WebStation은 2009년 2분기에 출시되었다. 최초의 LTE 안드로이드 태블릿은 2009년 말 ICD가 버라이즌을 위해 만들었다. 이 장치는 울트라라고 불렸지만, 같은 시기에 베가라는 버전도 출시되었다. 울트라는 7인치 디스플레이였고 베가는 15인치였다. 2010년에는 더 많은 제품이 출시되었다. 여러 제조업체들은 태블릿용으로 특별히 개조된 안드로이드 허니콤을 기다렸고, 이는 2011년 2월에 첫 선을 보였다.
애플은 아이패드를 통해 새로운 소비자 장치 클래스를 정의한 것으로 종종 평가받으며, 이는 이후 몇 년 동안 태블릿의 상업 시장을 형성했다. 아이패드와 경쟁 장치들은 2011년 미군에서 테스트되었고 2013년에는 보안 사용이 승인되었다. 2010년 출시로 태블릿은 주류가 되었다. 삼성의 갤럭시 탭과 다른 태블릿들이 뒤따르며 위에서 언급된 기능들로의 추세를 이어갔다. 2012년 3월, PC 매거진은 미국 인터넷 사용자 중 31%가 태블릿을 소유하고 있으며, 주로 비디오 및 뉴스 등의 발행된 콘텐츠를 보는 데 사용한다고 보도했다. 가장 많이 팔린 기기 라인은 애플의 아이패드로, 2010년 4월 출시부터 2012년 10월 중순까지 1억 대가 판매되었지만, 아이패드 시장 점유율(단위 수)은 2013년에 36%로 하락했고, 안드로이드 태블릿은 62%로 상승했다. 안드로이드 태블릿 판매량은 2012년과 2013년 사이에 각각 1억 2100만 대와 5200만 대였다. 안드로이드 운영체제 장치 또는 호환 장치의 개별 브랜드는 아마존의 킨들 파이어가 7백만 대, 누크가 5백만 대로 아이패드를 뒤따랐다.

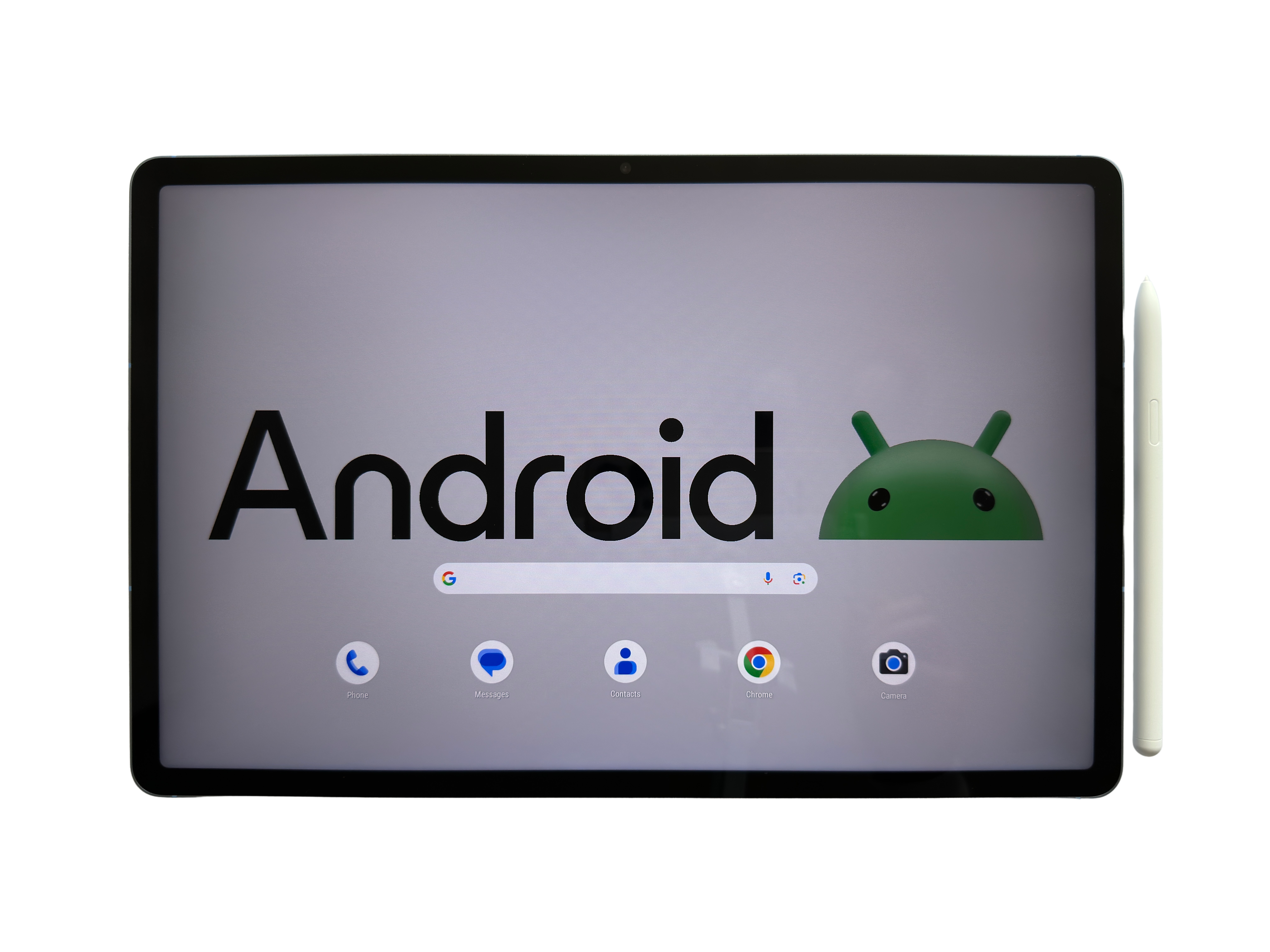
삼성의 갤럭시 탭 태블릿 PC

블랙베리 플레이북은 2010년 9월에 발표되었으며 블랙베리 태블릿 OS를 실행했다. 블랙베리 플레이북은 2011년 4월 19일에 미국과 캐나다 소비자들에게 공식적으로 출시되었다. 휴렛 팩커드는 1.2GHz 스냅드래곤 CPU에서 웹OS 3.0을 실행하는 터치패드가 2011년 6월에 출시될 것이라고 발표했다. 2011년 8월 18일, HP는 부진한 판매로 인해 터치패드 생산을 중단한다고 발표했다. 2013년, 모질라 재단은 폭스콘과 함께 파이어폭스 OS를 실행하는 태블릿 시제품 모델을 발표했다. 파이어폭스 OS는 2016년에 중단되었다. 캐노니컬은 2014년까지 우분투가 태블릿에서 사용 가능할 것이라고 암시했다. 2016년 2월, BQ 아쿠아리스 우분투 태블릿이 우분투 터치 운영체제를 사용하여 상업적으로 출시되었다. 캐노니컬은 시장 관심 부족으로 2017년 4월 5일 해당 프로젝트 지원을 종료했고 이후 UBports가 커뮤니티 프로젝트로 채택했다.
2014년 2월 현재, 모바일 앱 개발자의 83%가 태블릿을 목표로 했지만, 93%는 스마트폰을 목표로 했다. 2014년까지 Corporate Visions의 설문조사 보고서에 따르면 B2B 기업의 약 23%가 판매 관련 활동을 위해 태블릿을 배포한 것으로 나타났다. 아이패드는 북미, 서유럽, 일본, 호주 및 대부분의 미주 지역에서 주로 사용되었다. 안드로이드 태블릿은 대부분의 아시아(중국과 러시아는 예외), 아프리카 및 동유럽에서 더 인기가 있었다. 2015년 태블릿 판매는 증가하지 않았다. 애플은 가장 큰 판매자였지만 시장 점유율은 25% 미만으로 감소했다. 삼성의 게리 라이딩 부사장은 2016년 초 태블릿이 업무용으로만 잘 팔리고 있다고 말했다. 새로운 모델은 더 비싸고 키보드와 스타일러스용으로 설계되었으며, 이는 변화하는 사용 용도를 반영했다. 2016년 초 현재, 안드로이드가 시장의 65%를 차지했으며, 애플은 26%로 2위를 차지했고, 윈도우는 나머지 9%로 멀리 3위를 차지했다. 2018년, 44억 대의 컴퓨팅 장치 중 안드로이드는 20억 대, iOS는 10억 대를 차지했으며, 나머지는 다양한 운영체제(윈도우, macOS, 크롬OS, 리눅스 등)를 실행하는 다양한 형태(데스크톱, 노트북 또는 태블릿)의 PC였다.
2020년대 초부터 삼성과 같은 여러 회사들이 태블릿에 폴더블 기술을 도입하기 시작하고 있다.

## 유형

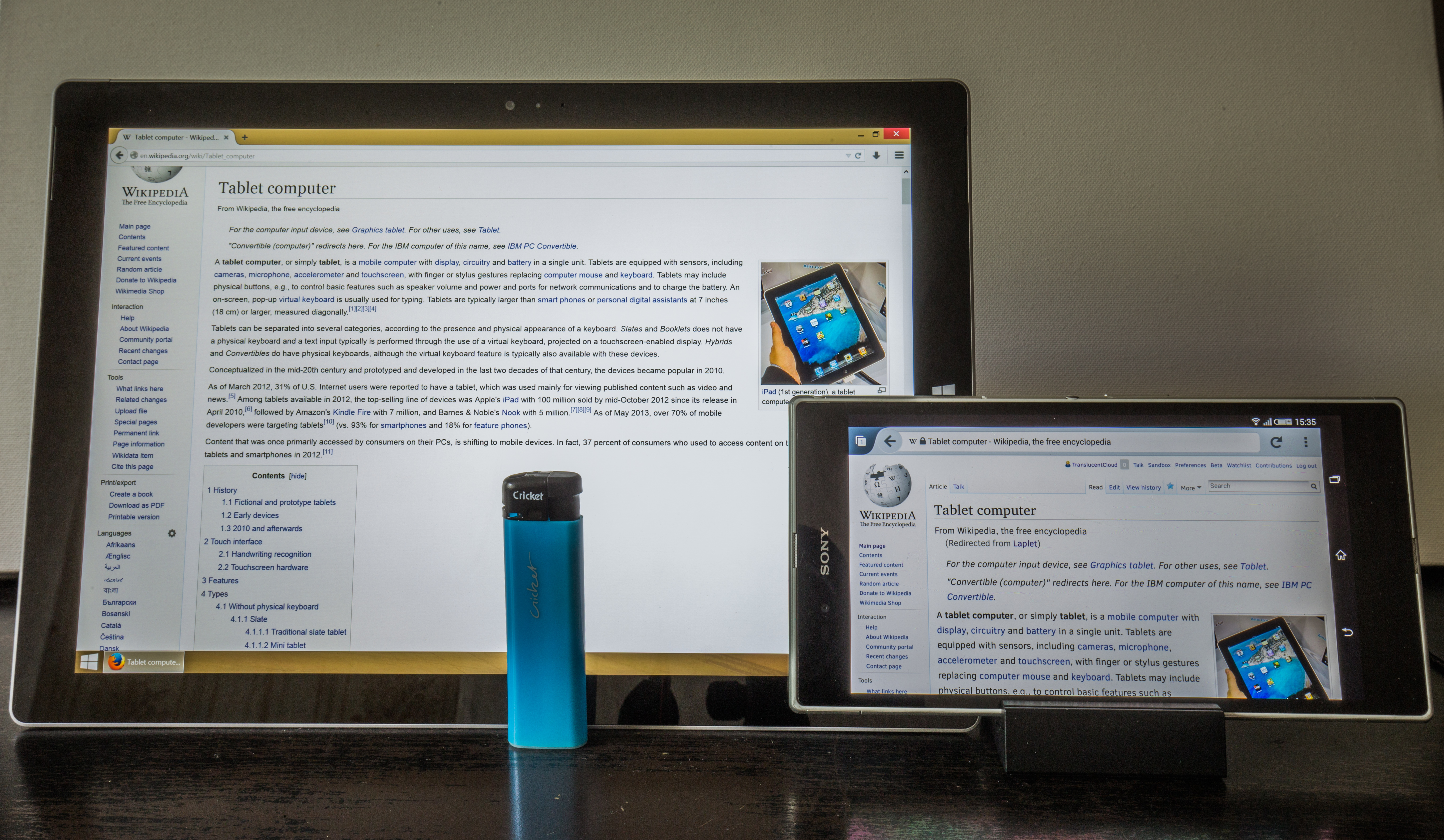
2014년의 크로스오버 태블릿 장치 유형: 마이크로소프트 서피스 프로 3 랩렛 및 소니 엑스페리아 Z 울트라 패블릿, 크기 비교를 위한 일반적인 파란색 라이터 옆

태블릿은 물리적 크기, 설치된 운영체제 종류, 입출력 기술, 그리고 용도에 따라 몇 가지 범주로 느슨하게 분류할 수 있다.

### 슬레이트

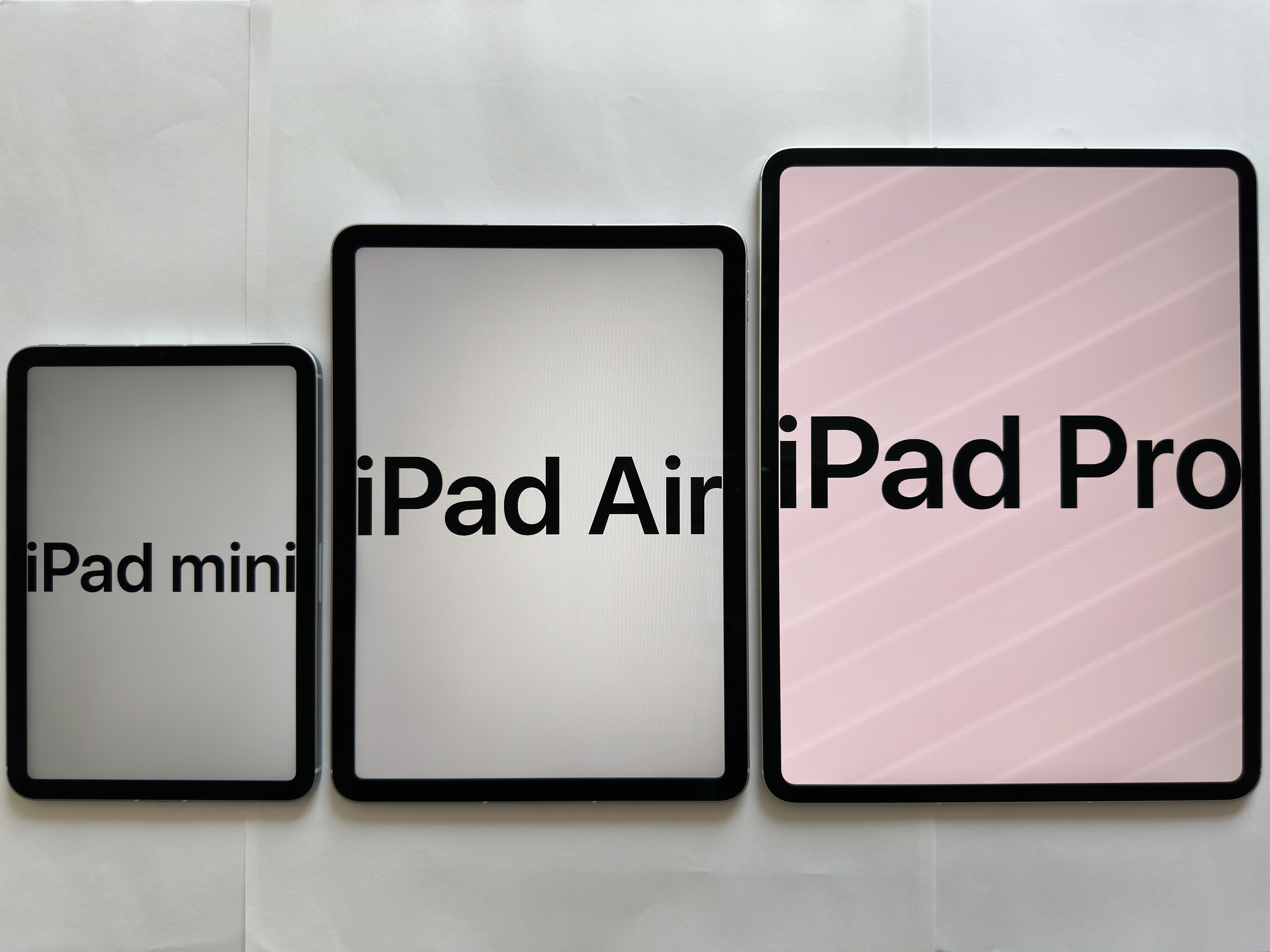
아이패드 미니, 아이패드 에어, 아이패드 프로

슬레이트의 크기는 다양하지만, 최소 6인치(약 15cm)부터 시작한다. 10인치(25cm)가 넘는 일부 모델에는 12.2인치(31cm) 삼성 갤럭시 탭 프로 12.2, 13.3인치(33cm) 도시바 익사이트, 그리고 18.4인치(47cm) 델 XPS 18이 포함된다. 2013년 3월 현재, 시장에서 가장 얇은 태블릿은 두께가 0.27인치(6.9mm)에 불과한 소니 엑스페리아 태블릿 Z였다. 2015년 9월 9일, 애플은 일반 아이패드보다 큰 12.9 인치 (33 cm) 화면 크기의 아이패드 프로를 출시했다.

### 미니 태블릿

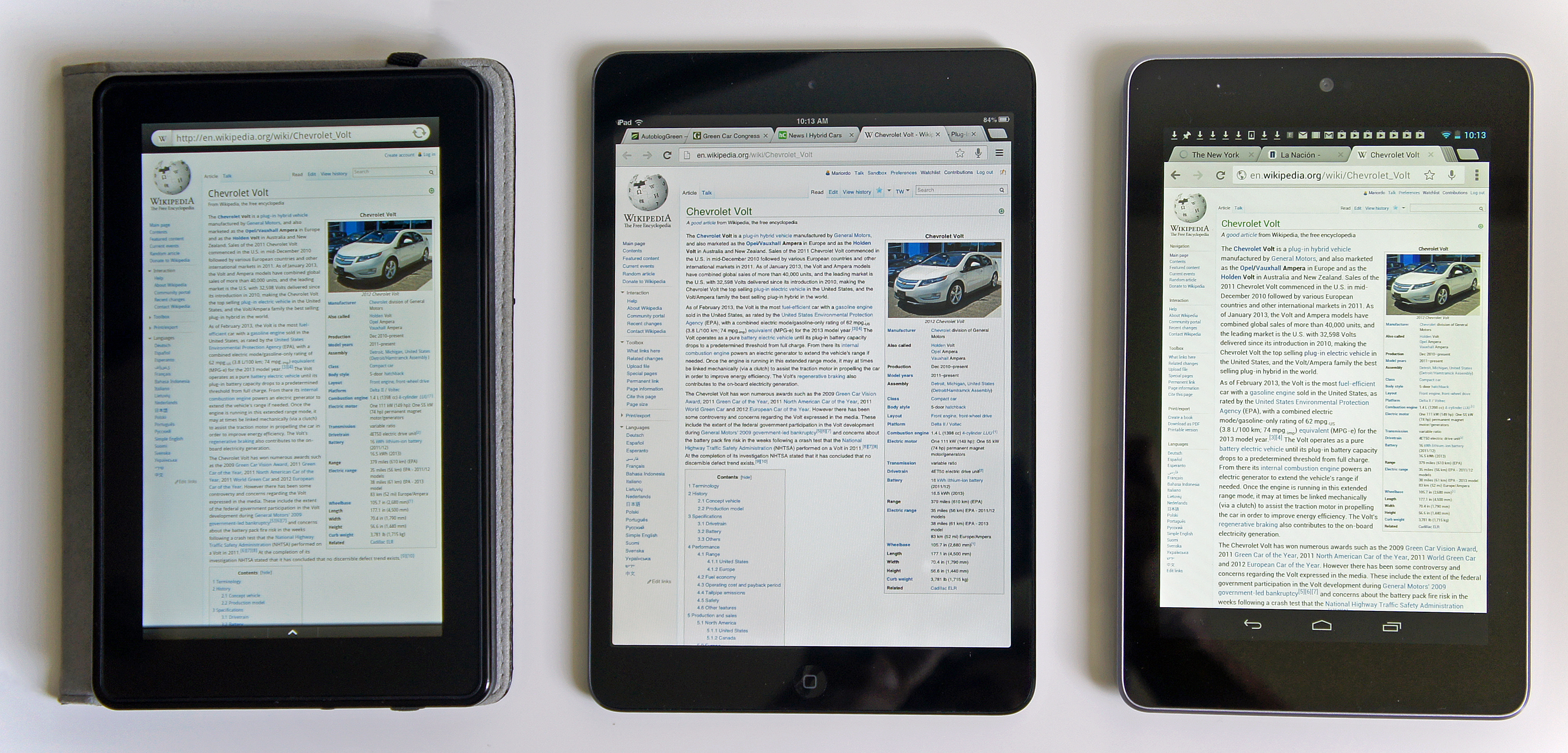
여러 미니 태블릿 컴퓨터 비교: 아마존 킨들 파이어 (왼쪽), 아이패드 미니 (중앙), 넥서스 7 (오른쪽)

미니 태블릿은 슬레이트보다 작고 가벼우며, 일반적인 화면 크기는 7–8 인치 (18–20 cm) 사이이다. 최초로 상업적으로 성공한 미니 태블릿은 2011년 아마존닷컴(킨들 파이어), 반스 & 노블 (누크 태블릿), 그리고 삼성(갤럭시 탭)에 의해 소개되었고, 2012년 구글(넥서스 7)에 의해 소개되었다. 이들은 일반 태블릿과 동일하게 작동하지만 사양이 낮다.
2012년 9월 14일, 아마존은 킨들 파이어의 업그레이드 버전인 킨들 파이어 HD를 출시했다. 이 모델은 이전 모델보다 높은 화면 해상도와 더 많은 기능을 제공하면서도 7인치 크기를 유지했다. 2012년 10월, 애플은 7.9인치 화면 크기의 아이패드 미니를 출시했는데, 이는 일반 아이패드보다 약 2인치 작지만, 당시의 아이패드 3보다는 성능이 낮았다. 2013년 7월 24일, 구글은 FHD 디스플레이, 듀얼 카메라, 스테레오 스피커, 더 나은 색상 정확도, 향상된 성능, 내장 무선 충전, 그리고 AT&T, T-Mobile, Verizon을 위한 4G LTE 지원 변형 모델을 포함한 업그레이드 버전의 넥서스 7을 출시했다. 2013년 9월, 아마존은 킨들 파이어 HDX로 파이어 태블릿을 더욱 업데이트했다. 2013년 11월, 애플은 아이패드 미니 2를 출시했는데, 이는 7.9인치를 유지하면서 아이패드 에어의 하드웨어와 거의 일치했다.

### 패블릿
스마트폰과 태블릿은 유사한 기기이지만, 스마트폰은 일반적으로 화면이 작고 대부분의 태블릿은 셀룰러 네트워크 기능이 부족하다는 점에서 차이가 있다. 2010년부터 5인치 이상의 화면을 가진 크로스오버 터치스크린 스마트폰이 출시되었다. 이 크기는 일반적으로 전통적인 스마트폰보다 크다고 여겨지며, 포브스 및 다른 출판물에 의해 패블릿이라는 하이브리드 범주를 만들었다. "패블릿"은 "폰"(phone)과 "태블릿"(tablet)의 혼성어이다.
최초의 패블릿이 도입될 당시에는 화면 크기가 5.3~5.5인치였지만, 2017년 현재는 5.5인치까지의 화면 크기가 일반적인 것으로 간주된다. 2017년 이후 패블릿의 예로는 삼성 갤럭시 노트 시리즈(5.7인치 신형 모델), LG V10/V20(5.7인치), 소니 엑스페리아 XA 울트라(6인치), 화웨이 메이트 9(5.9인치), 화웨이 아너(미디어패드) X2(7인치) 등이 있다.

### 2-in-1

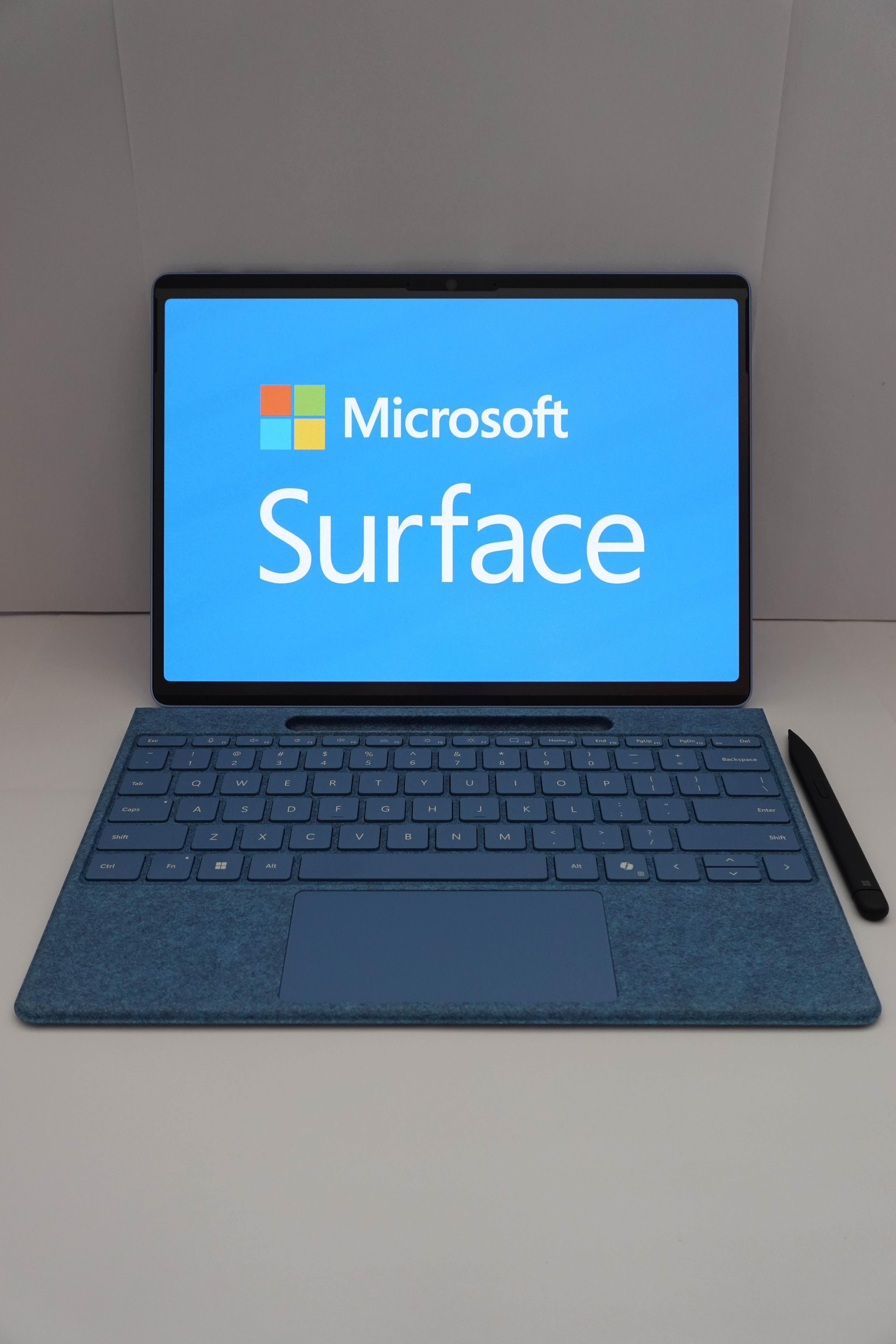
마이크로소프트 서피스 프로 11, 대표적인 2-in-1 분리형 태블릿

2-in-1 PC는 태블릿과 랩톱 컴퓨터의 하이브리드 또는 조합으로, 둘 모두의 기능을 가지고 있다. 태블릿과 구별되는 점은 2-in-1 PC는 모두 물리적 키보드를 가지고 있지만, 이 키보드가 터치스크린 뒤로 접혀 숨겨지거나("2-in-1 컨버터블") 분리될 수 있다는("2-in-1 디태처블") 것이다. 2-in-1은 일반적으로 물리적 키보드가 숨겨지거나 분리되면 터치스크린에 가상 키보드를 표시할 수도 있다. 일부 2-in-1은 윈도우 10과 같은 랩톱과 유사한 프로세서 및 운영체제를 가지고 있으면서도 태블릿으로서의 유연한 작동이 가능하다. 또한, 2-in-1은 USB 3 및 디스플레이포트와 같은 일반적인 랩톱 I/O 포트를 가질 수 있으며, 전통적인 PC 주변기기 및 외부 디스플레이에 연결할 수 있다. 단순한 태블릿은 주로 미디어 소비 장치로 사용되는 반면, 2-in-1은 미디어 소비와 콘텐츠 생성 모두를 위한 용량을 가지고 있으므로, 2-in-1은 종종 랩톱 또는 데스크톱 대체 컴퓨터라고 불린다.
2-in-1의 두 가지 종류:

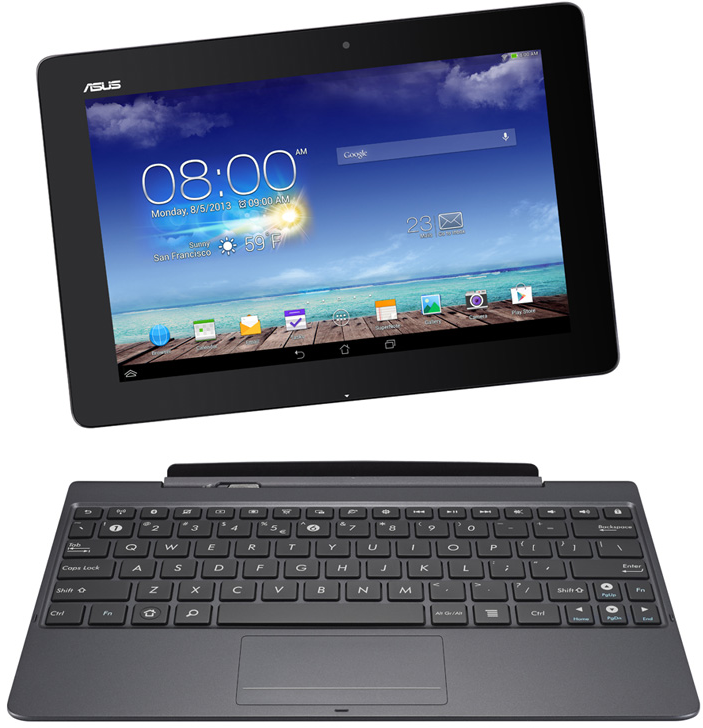
에이수스 트랜스포머 패드, 안드로이드 운영체제로 구동되는 2-in-1 분리형 태블릿

- 컨버터블은 물리적 키보드를 섀시 뒤로 뒤집거나 접어 숨길 수 있는 섀시 디자인을 가지고 있다. 예시로는 레노버 요가 시리즈의 2-in-1 PC가 있다.
- 디태처블 또는 하이브리드는 2-in-1이 작동 중일 때도 섀시에서 분리할 수 있는 물리적 키보드를 가지고 있다. 예시로는 에이수스 트랜스포머 패드 및 북 시리즈의 2-in-1 PC, 아이패드 프로, 그리고 마이크로소프트 서피스 북 및 서피스 프로가 있다.

### 게이밍 태블릿

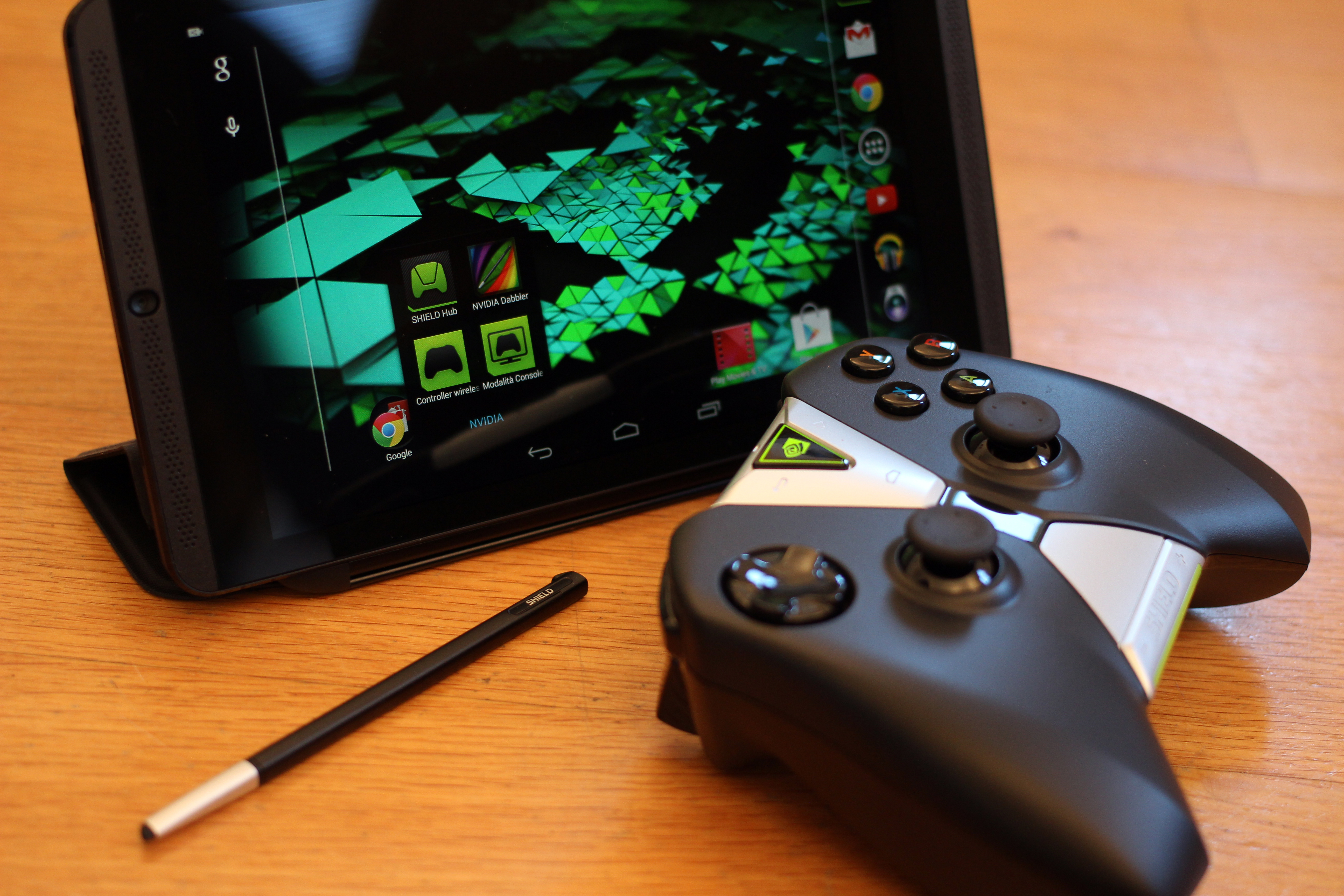
엔비디아 쉴드 태블릿, 유명한 게이밍 태블릿

일부 태블릿은 터치스크린과 다른 일반적인 태블릿 컴퓨터의 모든 기능과 더 나은 게임 경험을 위해 D-패드와 엄지 스틱과 같은 물리적 게임패드 버튼을 추가하여 수정된다. 이 태블릿의 대부분은 네이티브 OS 게임과 에뮬레이터 게임을 실행하도록 설계되었다. 엔비디아의 쉴드 태블릿은 8-인치 (200 mm) 디스플레이를 갖추고 안드로이드를 실행하는 대표적인 예이다. 이 태블릿은 구글 플레이 스토어에서 구매한 안드로이드 게임을 실행한다. 일부 고급 엔비디아 기반 비디오 카드가 장착된 컴퓨터에서는 PC 게임도 태블릿으로 스트리밍할 수 있다. 닌텐도 스위치 하이브리드 콘솔 또한 자체 시스템 소프트웨어를 실행하는 게이밍 태블릿으로, 모션 컨트롤 기능이 있는 분리형 Joy-Con 컨트롤러와 킥스탠드를 사용한 테이블탑 모드, 전통적인 도킹/TV 모드, 휴대용 모드의 세 가지 게임 모드를 제공한다. 크기로 인해 실제 태블릿 형태는 아니지만, 닌텐도 스위치의 소형 버전인 닌텐도 스위치 라이트와 플레이스테이션 비타를 포함한 일부 다른 휴대용 콘솔은 인터넷 검색 및 멀티미디어 기능으로 인해 커뮤니티 및 리뷰어/출판사에 의해 게이밍 태블릿 또는 태블릿 대체품으로 취급된다.

### 북클릿
북클릿은 클램셸 디자인으로 랩톱처럼 접을 수 있는 듀얼 터치스크린 태블릿 컴퓨터이다. 예를 들어, 2010년에 생산이 중단된 마이크로소프트 쿠리어, (실패작으로 간주되는) 소니 태블릿 P, 그리고 도시바 리브레토 W100이 있다.

### 맞춤형 비즈니스 태블릿
맞춤형 비즈니스 태블릿은 하드웨어 및 소프트웨어 관점에서 특정 기업 고객의 요구에 맞게 특별히 제작되며 기업 간 거래를 통해 제공된다. 예를 들어, 운송 회사는 기성품 태블릿의 소비자 등급 GPS 모듈이 불충분한 정확도를 제공한다고 판단할 수 있으므로, 태블릿을 맞춤 제작하여 전문가 등급 안테나를 내장하여 더 나은 GPS 신호를 제공할 수 있다. 이러한 태블릿은 현장 사용을 위해 강화될 수도 있다. 소프트웨어 예시로, 동일한 운송 회사는 직원의 불필요한 셀룰러 네트워크 데이터 소비로 인한 비용을 줄이기 위해 웹 브라우저와 같은 안드로이드 시스템의 특정 소프트웨어 기능을 제거하고 맞춤형 패키지 관리 소프트웨어를 추가할 수 있다. 다른 응용 프로그램에는 저항식 터치스크린 및 기타 특수 하드웨어와 소프트웨어가 필요할 수 있다.

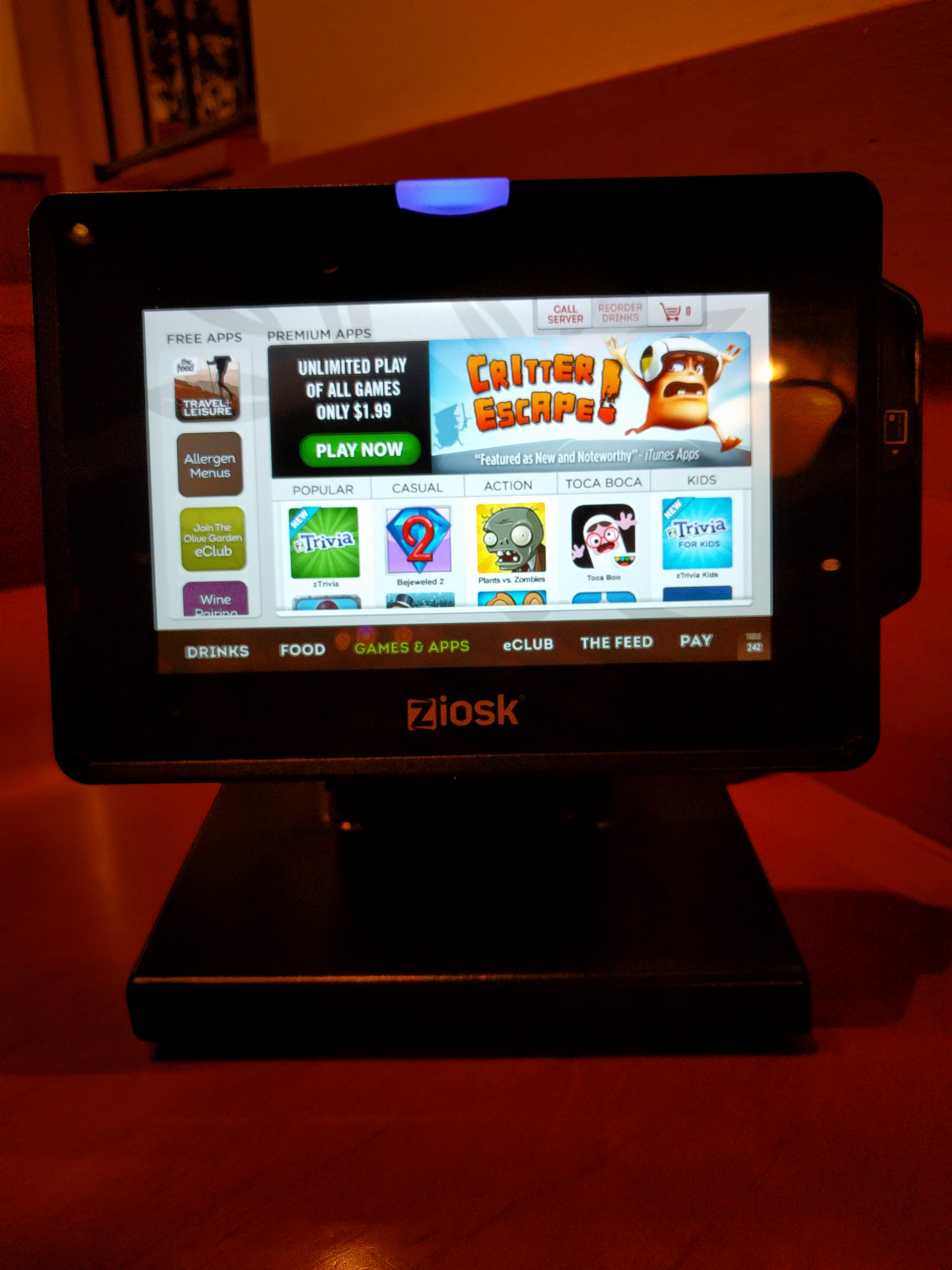
올리브 가든 레스토랑의 Ziosk 테이블 주문 태블릿 게임

테이블 주문 태블릿은 캐주얼 레스토랑에서 사용하도록 설계된 터치스크린 태블릿 컴퓨터이다. 이러한 장치를 통해 사용자는 음식과 음료를 주문하고, 게임을 하며, 요금을 결제할 수 있다. 2013년 이후, 체인점인 칠리스, 올리브 가든, 그리고 레드 로빈이 이를 채택했다. 2014년 현재 가장 인기 있는 두 브랜드는 Ziosk와 프레스토였다. 이 장치들은 일부 레스토랑이 서비스와 무관한 분야의 고객 피드백을 기반으로 근무 시간을 결정한다고 주장하는 서버들로부터 비판을 받았다.

### 전자책 단말기
화면에 텍스트를 표시할 수 있는 모든 장치는 전자책으로 작동할 수 있다. 전통적으로 전자책은 주로 디지털 전자책과 정기 간행물을 읽는 목적으로 설계되었지만, 안드로이드와 같은 모바일 운영체제를 사용하는 최신 전자책은 인터넷 브라우징 및 멀티미디어 기능을 포함한 현대적인 기능을 통합했다. 예를 들어, 화웨이 메이트패드 페이퍼는 일반적인 LCD 또는 LED 패널 대신 전자종이를 디스플레이 기술로 사용하여, 인터넷 및 멀티미디어 기능을 유지하면서 디지털 콘텐츠 읽기에 중점을 둔 태블릿이다. 포켓북 잉크패드 컬러 및 ONYX BOOX NOVA 3 컬러와 같은 일부 전자책은 컬러 전자잉크 패널과 스피커를 함께 제공하여 더 높은 수준의 멀티미디어 소비 및 비디오 재생이 가능하다.
아마존의 킨들 라인은 원래 전자책 기능으로 제한되었지만, 킨들 펌웨어 업데이트를 통해 인터넷 브라우징 및 오디오 재생 기능이 추가되어 킨들이 전통적인 태블릿의 대안이 될 수 있게 되었다. 일부 경우에는 더 읽기 쉬운 전자잉크 패널과 더 긴 배터리 수명을 제공하며, 사용자에게 이전 모델보다 더 넓은 멀티미디어 기능에 대한 접근성을 제공한다.

## 하드웨어

### 시스템 아키텍처
태블릿 시장을 지배하는 두 가지 주요 아키텍처는 ARM Ltd.의 ARM 아키텍처와 인텔 및 AMD의 x86이다. X86-64를 포함한 인텔의 x86은 1981년부터 "IBM 호환" PC에 전력을 공급했고, 2006년부터는 애플의 매킨토시 컴퓨터에 전력을 공급했다. CPU는 수년 동안 태블릿 PC에 통합되었으며 일반적으로 마이크로소프트 윈도우의 전체 버전과 윈도우 데스크톱 및 기업용 애플리케이션을 실행할 수 있는 더 뛰어난 성능을 제공한다. 비윈도우 기반 x86 태블릿에는 JooJoo가 포함된다. 인텔은 2010년에 아톰으로 태블릿 시장에 진출할 계획을 발표했다. 2013년 10월, 인텔의 파운드리 사업부는 ARM 및 x86 프로세서를 위한 FPGA 기반 쿼드 코어를 구축할 계획을 발표했다.
ARM은 스마트폰(95% ARM), PDA, 디지털 카메라(80% ARM), 셋톱박스, DSL 라우터, 스마트 텔레비전(70% ARM), 저장 장치, 태블릿 컴퓨터(95% ARM) 제조업체들이 선택하는 CPU 아키텍처였다. 이러한 지배력은 1993년 애플 뉴턴을 위해 원래 설계된 모바일 중심의 비교적 전력 효율적인 32비트 ARM610 프로세서(SoC는 아님)와 1992년 ARM3를 사용하는 아콘 A4 랩톱 출시와 함께 시작되었다. 이 칩은 Psion, Palm, Nokia에서 PDA 및 이후 스마트폰, 카메라폰, 카메라 등에 채택되었다. ARM의 라이선싱 모델은 장치 제조업체가 자체 제품에 맞게 맞춤형 SoC 파생 제품을 라이선스하고 변경하며 제작할 수 있도록 지원하여 이러한 성공을 뒷받침했다. 이는 제조업체가 배터리 수명을 연장하고 부품 수와 장치 크기를 줄이는 데 도움이 되었다.
여러 라이선스업체들은 여러 제조사들이 거의 동일한 제품을 공급할 수 있도록 보장하면서 가격 경쟁을 유도했다. 이로 인해 단가가 x86 모델의 일부에 불과하게 하락했다. 이 아키텍처는 역사적으로 윈도우 CE만 지원되어 마이크로소프트로부터 제한적인 지원을 받았다. 그러나 2012년 윈도우 8 출시와 함께 마이크로소프트는 이 아키텍처에 대한 추가 지원을 발표하며, 자체 ARM 기반 태블릿 컴퓨터인 마이크로소프트 서피스와 함께 x86-64 인텔 코어 i5 변형 모델인 마이크로소프트 서피스 프로를 출시했다. 인텔 태블릿 칩 판매량은 2012년에 1백만 대, 2013년에 1천2백만 대였다. 인텔 회장 앤디 브라이언트는 2014년 목표가 태블릿 칩 판매량을 그 해 말까지 4천만 대로 4배 늘리는 것이며, 이는 2015년 투자를 위한 것이라고 밝혔다.

### 디스플레이

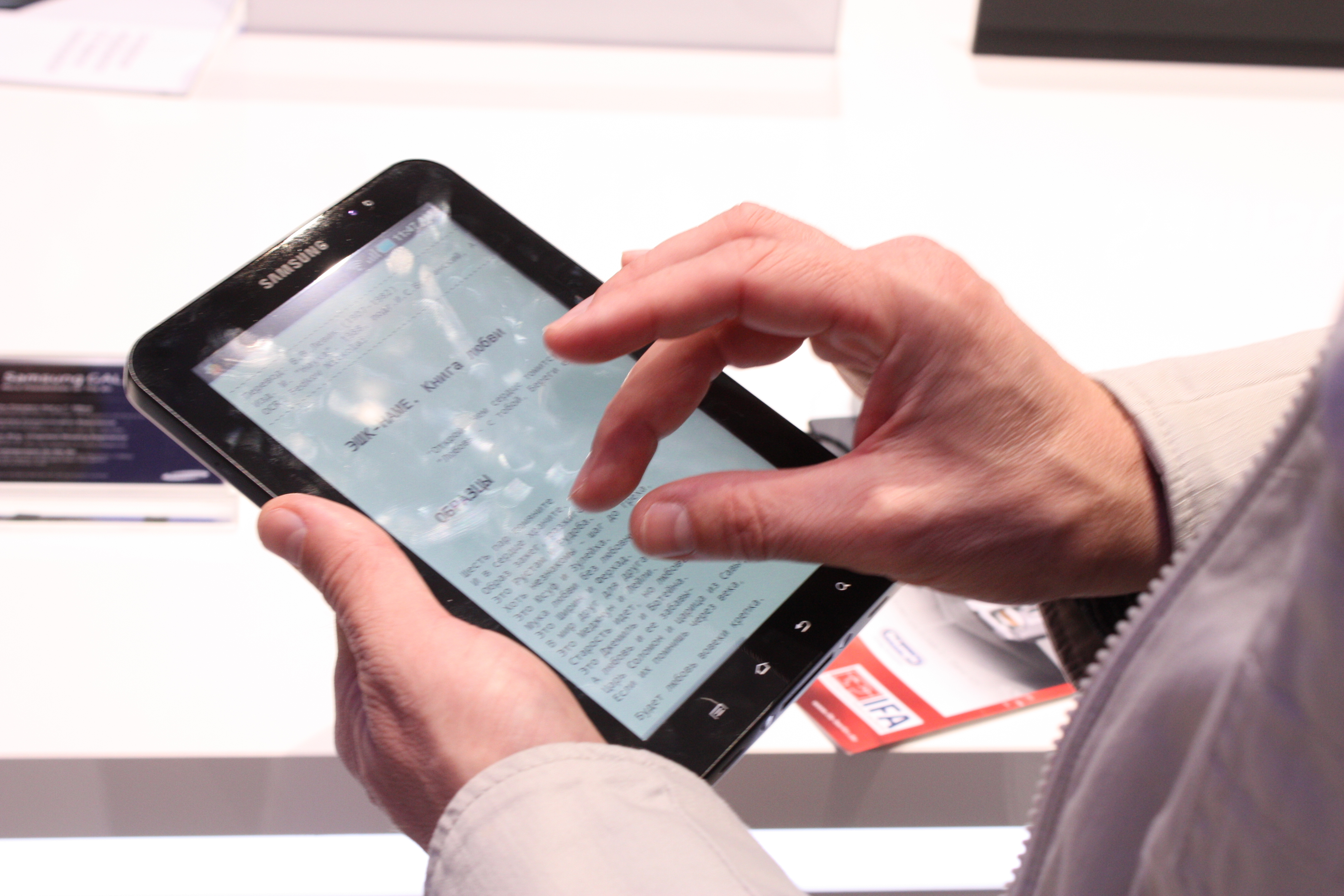
삼성 갤럭시 탭의 멀티터치 시연

태블릿 컴퓨터의 핵심 구성 요소는 터치스크린 디스플레이의 터치 입력이다. 이를 통해 사용자는 화면에서 쉽게 탐색하고 가상 키보드로 입력하거나 화면의 다른 아이콘을 눌러 앱이나 파일을 열 수 있다. 이를 처음으로 구현한 태블릿은 Linus Technologies의 Linus Write-Top이었다. 이 태블릿은 터치스크린 장치에서 정밀도를 높이는 데 도움이 되는 펜 모양의 도구인 첨필과 필기 인식을 모두 갖추고 있었다. 시스템은 키보드나 마우스 클릭 대신 화면 터치에 반응해야 한다. 이 작동 방식은 눈-손 협응을 정밀하게 활용한다.
터치스크린은 보통 두 가지 형태 중 하나로 제공된다:
- 저항식 터치스크린은 수동적이며 화면의 압력에 반응한다. 이들은 태블릿 컴퓨터에서 흔히 볼 수 있는 포인터 에뮬레이션에 유용한 높은 정밀도를 허용하지만 보정이 필요할 수 있다. 높은 해상도 때문에 스타일러스나 손톱이 자주 사용된다. 스타일러스 중심 시스템은 멀티터치에 덜 적합하다.
- 정전식 터치스크린은 저항식 장치보다 정확도는 떨어지지만 반응 속도는 더 빠르다. 입력에 손가락 끝과 같은 전도성 재료가 필요하기 때문에 스타일러스 중심 장치에서는 흔하지 않지만 소비자 장치에서는 두드러진다. 대부분의 손가락 구동 정전식 화면은 현재 압력 입력을 지원하지 않지만(아이폰 6S 및 이후 모델은 제외), 일부 태블릿은 압력 감지 스타일러스 또는 액티브 펜을 사용한다.[122]
- 일부 태블릿은 개별 손바닥을 인식할 수 있으며, 일부 전문가용 태블릿은 그래픽 태블릿과 같은 압력 감지 필름을 사용한다. 일부 정전식 터치스크린은 터치된 영역의 크기와 사용된 압력을 감지할 수 있다.[123]

2010년대 중반 이후, 대부분의 태블릿은 정전식 터치스크린과 멀티터치를 사용하며, 이는 사용자가 입력을 위해 스타일러스가 필요했던 이전의 저항식 터치스크린 장치와는 다르다.
소니 디지털 페이퍼 DPTS1 및 reMarkable과 같이 전자종이를 디스플레이 기술로 사용하는 전자종이 태블릿도 있다.

### 필기 인식

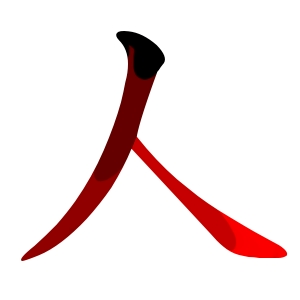
이와 같은 한자 "사람"(인 (, 중국어: rén, 한국어: in, 일본어: jin, nin; hito, 광둥어: jan4))은 필기 인식을 통해 쓸 수 있다. 이 한자는 두 개의 획으로 구성되며, 첫 번째는 갈색으로, 두 번째는 빨간색으로 표시된다. 검은색 영역은 필기 도구의 시작 위치를 나타낸다.

많은 태블릿은 스타일러스와 필기 인식을 지원한다. 와콤과 N-trig 디지털 펜은 약 2500 DPI의 해상도를 제공하여 정전식 터치스크린의 해상도를 10배 이상 초과한다. 이 펜들은 또한 압력 감도를 지원하여 내장된 "압력 감지" 기능 덕분에 중국어/일본어/한국어 쓰기와 같은 "가변 너비 획 기반" 문자를 허용한다. 압력은 오토데스크 스케치북과 같은 디지털 아트 애플리케이션에서도 사용된다. iOS 및 안드로이드 플랫폼 모두에서 필기 인식 앱이 존재하며, 2015년 구글은 82개 언어를 지원하는 자체 필기 입력을 도입했다.

### 기타 기능
2007년 이후, 정전식 화면과 아이폰의 성공과 함께, 멀티터치 기능(사용자가 화면 여러 곳을 터치하여 동작을 유발하고 다른 내추럴 사용자 인터페이스 기능을 수행할 수 있는 기능)뿐만 아니라 플래시 메모리 솔리드 스테이트 드라이브 저장소 및 "즉시 켜짐" 웜 부팅 기능이 보편화되었다. 외부 USB 및 블루투스 키보드는 태블릿을 정의했다.
2010년대 중반 이후 출시된 대부분의 태블릿은 더 긴 배터리 수명을 위해 ARM 프로세서의 버전을 사용한다. ARM Cortex 제품군은 인터넷 브라우징, 가벼운 창작 및 생산 작업, 모바일 게임과 같은 작업에 충분히 강력하다.
다른 기능은 다음과 같다: 고화질, 눈부심 방지 디스플레이, 터치스크린, 비슷한 크기의 랩톱보다 가벼운 무게와 긴 배터리 수명, 무선 로컬 영역 및 인터넷 연결(일반적으로 와이파이 표준 및 선택적 모바일 브로드밴드 지원), 주변 장치 연결 및 로컬 장치와의 통신을 위한 블루투스, 유선 연결 및 충전용 포트(예: USB 포트), 초기 장치는 IR 지원이 있어 TV 리모컨으로 작동할 수 있었다. 도킹 스테이션, 키보드 및 추가 연결, 온보드 플래시 메모리, 탈착식 저장 장치용 포트, 백업 및 파일 동기화를 위한 다양한 클라우드 스토리지 서비스, 장치 간 데이터 동기화, LAN의 로컬 저장소.
- 음성 인식 구글은 2009년 안드로이드 2.1에 음성 입력을, 2010년 2.2에 음성 동작을 최대 5개 언어(현재 약 40개)로 도입했다.[128] 시리는 2011년 아이폰 4S에서 시스템 전체 개인 비서로 도입되었고 현재 약 20개 언어를 지원한다. 두 경우 모두, 음성 입력은 일반 음성 인식을 수행하기 위해 중앙 서버로 전송되므로 단순한 명령 이상의 작업을 위해서는 네트워크 연결이 필요하다.
- ISO/IEC 14443 RFID 태그를 포함한 다른 호환 장치와의 근거리 무선 통신.

## 소프트웨어

### 현재 태블릿 운영체제
태블릿은 기존 PC와 마찬가지로 여러 가지 다른 운영체제를 사용하지만, 멀티 부팅은 드물다. 태블릿 운영체제는 두 가지 종류로 나뉜다.
- 데스크톱 컴퓨터 운영체제
- 모바일 운영체제

데스크톱 OS 기반 태블릿은 현재 더 두껍고 무겁다. 이들은 더 많은 저장 공간과 더 많은 냉각이 필요하며 배터리 수명이 더 짧다. 모바일 앱 외에도 프로세서 집약적인 그래픽 애플리케이션을 실행할 수 있으며, 더 많은 포트를 가지고 있다.
모바일 기반 태블릿은 반대로, 모바일 앱만 실행한다. 프로세서가 훨씬 작기 때문에 배터리 수명을 절약할 수 있다. 이로 인해 배터리 수명이 일반 랩톱보다 훨씬 길어진다.
2018년 1분기에는 안드로이드 태블릿이 시장의 62%를 차지했으며, 애플의 iOS가 23.4%, 윈도우 10이 14.6%를 차지했다. 2021년 말 현재, iOS는 전 세계적으로 55%를 사용하고(대륙별로 다름, 예: 남아메리카와 아프리카에서는 50% 미만), 안드로이드는 45%를 사용한다. 여전히 미국과 중국을 제외하고는 거의 모든 국가에서 안드로이드 태블릿이 iOS보다 더 많이 사용된다.

#### 안드로이드
안드로이드는 리눅스 기반의 모바일 운영체제로, 구글이 아파치 라이선스에 따라 오픈 소스로 제공한다. 주로 스마트폰과 태블릿 컴퓨터와 같은 모바일 장치를 위해 설계되었다. 안드로이드는 저비용 ARM 시스템 및 기타 시스템을 지원한다. 안드로이드를 실행하는 최초의 태블릿은 2009년에 출시되었다. 모토로라 및 레노버와 같은 벤더들은 안드로이드가 더 많은 태블릿 기능을 포함하도록 재작업된 2011년 이후까지 태블릿 배포를 지연했다. 안드로이드 3.0 (허니콤)은 2011년에 출시되었고 이후 버전들은 주로 태블릿과 같은 더 큰 화면 크기를 지원하며 구글 플레이 서비스에 접근할 수 있다. 안드로이드에는 운영체제, 미들웨어, 핵심 애플리케이션이 포함된다. 킨들 파이어와 누크와 같은 다른 벤더들은 맞춤형 안드로이드 태블릿을 판매하는데, 이 태블릿은 모바일 콘텐츠를 소비하고 더 큰 구글 플레이 시스템을 사용하는 대신 자체 앱 스토어를 제공하여 안드로이드 시장을 파편화한다. 2022년 구글은 자체 안드로이드 태블릿 개발에 다시 집중하기 시작했는데, 이는 수년간의 노력이 필요한 약속이다.

##### 안드로이드 Go
일부 태블릿 컴퓨터는 안드로이드 Go와 함께 출시된다.

##### 파이어 OS
위에서 언급했듯이, 아마존 파이어 OS는 아마존이 파이어 태블릿 제품군을 위해 생산하는 안드로이드 기반 모바일 운영체제이다. 안드로이드에서 분기되었다. 파이어 OS는 주로 콘텐츠 소비에 중점을 두며, 맞춤형 사용자 인터페이스와 아마존 자체 상점 및 서비스에서 사용 가능한 콘텐츠와의 긴밀한 연동을 특징으로 한다.

#### 크롬OS
크롬OS를 실행하는 여러 장치들이 2017년부터 2019년까지 태블릿 또는 2-in-1 PC로 출시되었으며, 터치스크린과 360도 힌지가 특징이다.

#### 하모니OS
하모니OS(HMOS) (s: 鸿蒙, 병음: Hóngméng)는 화웨이가 사물인터넷(IoT) 생태계에서 여러 스마트 기기와의 협업 및 상호 연결을 위해 개발한 분산 운영체제이다. 현재 멀티커널 설계에서는 운영체제가 다양한 자원을 가진 장치에 대해 추상화 계층에서 적절한 커널을 선택한다. IoT 장치의 경우, 이 시스템은 LiteOS 커널을 기반으로 하는 것으로 알려져 있으며, 스마트폰과 태블릿의 경우, 리눅스 커널 계층과 AOSP 라이브러리를 기반으로 하여 Ark 컴파일러를 통해 ART를 사용하는 APK 앱을 지원하며, DevEco Studio로 알려진 IDE를 통해 빌드된 네이티브 하모니OS 앱도 지원한다.

#### iPadOS
아이패드는 iPadOS에서 실행된다. 2019년 iPadOS가 도입되기 전에는 아이패드는 아이폰과 아이팟 터치용으로 제작된 iOS를 실행했다. 첫 아이패드는 2010년에 출시되었다. macOS와 동일한 기본 유닉스 구현을 기반으로 하지만, 사용자 인터페이스는 상당히 다르다. iPadOS는 사용자의 손가락으로 터치 입력을 받도록 설계되었으며, 초기 태블릿에서 스타일러스가 필요했던 기능은 전혀 없다. 애플은 두 손가락을 벌리거나 모아 확대/축소하는 등의 멀티터치 제스처(핀치 투 줌이라고도 함)를 도입했다. iPadOS와 iOS는 ARM 아키텍처용으로 제작되었다.

#### 킨들 펌웨어
킨들 펌웨어는 아마존 킨들 전자책 단말기를 위해 특별히 설계된 모바일 운영체제이다. 맞춤형 리눅스 커널을 기반으로 하지만, 완전히 폐쇄형 소스이며 독점적이며, 아마존 브랜드로 제조된 아마존 킨들 라인업에서만 실행된다.

#### 닌텐도 스위치 시스템 소프트웨어
닌텐도 스위치 시스템 소프트웨어(코드명 Horizon으로도 알려짐)는 닌텐도 스위치 하이브리드 비디오 게임 콘솔/태블릿 및 닌텐도 스위치 라이트 휴대용 게임 콘솔에서 사용되는 업데이트 가능한 펌웨어 및 운영체제이다. 이는 독점 마이크로커널을 기반으로 한다. UI에는 홈 화면이 포함되며, 상단 바, 스크린샷 뷰어("앨범"), 그리고 닌텐도 eShop, 뉴스, 설정에 대한 바로 가기로 구성된다.

#### 플레이스테이션 비타 시스템 소프트웨어
플레이스테이션 비타 시스템 소프트웨어는 플레이스테이션 비타 및 플레이스테이션 TV 비디오 게임 콘솔의 공식 펌웨어 및 운영체제이다. 그래픽 셸로 LiveArea를 사용한다. 플레이스테이션 비타 시스템 소프트웨어에는 선택적 추가 구성 요소인 플레이스테이션 모바일 런타임 패키지가 있다. 이 시스템은 FreeBSD 및 NetBSD에서 파생된 유닉스 기반으로 구축되었다. 인터넷 브라우징 및 멀티미디어 기능으로 인해 커뮤니티 및 리뷰어/출판사에 의해 게이밍 태블릿 또는 태블릿 대체품으로 취급된다.

#### 우분투 터치
우분투 터치는 우분투 운영체제의 오픈 소스(GPL) 모바일 버전으로, 원래 2013년 캐노니컬에서 개발되었고 2017년 비영리 UBports Foundation에서 계속되었다. 우분투 터치는 리브렘 5 및 파인폰과 같이 필요한 드라이버가 있는 휴대폰에서 순수 GNU/리눅스 기반으로 실행될 수 있다. 원래 안드로이드와 함께 출시된 하드웨어를 활성화하기 위해 우분투 터치는 안드로이드 리눅스 커널을 사용하며, LXC 컨테이너를 통해 안드로이드 드라이버 및 서비스를 사용하지만, 안드로이드의 자바와 유사한 코드는 사용하지 않는다. 2022년 2월 현재, 우분투 터치는 78개 휴대폰 및 태블릿에서 사용 가능하다. UBports 설치 프로그램은 숙련되지 않은 사용자도 하드웨어를 손상시키지 않고 타사 장치에 운영체제를 쉽게 설치할 수 있도록 돕는 도구 역할을 한다.

#### 윈도우즈
1991년 윈도우 3.1용 Windows for Pen Computing 이후, 마이크로소프트는 마이크로소프트 태블릿 PC라는 이름으로 윈도우 XP를 실행하는 태블릿을 지원했다. 마이크로소프트 태블릿 PC는 펜 기반의 완전한 기능의 x86 PC였으며, 필기 및 음성 인식 기능을 갖추고 있었다. 윈도우 XP 태블릿 PC 에디션은 펜을 지원했다. 태블릿 지원은 윈도우 비스타와 윈도우 7의 홈 및 비즈니스 버전 모두에 추가되었다. 윈도우를 실행하는 태블릿은 터치스크린을 마우스 입력, 필기 인식 및 제스처 지원에 사용할 수 있었다. 태블릿 PC에 이어 마이크로소프트는 2006년에 울트라 모바일 PC 이니셔티브를 발표했으며, 이는 윈도우 태블릿을 더 작고 터치 중심적인 형태로 만들었다. 2008년, 마이크로소프트는 마이크로소프트 쿠리어라는 두 화면 태블릿 시제품을 선보였지만, 이 프로젝트는 취소되었다.
2012년, 마이크로소프트는 윈도우 8을 출시했는데, 이는 운영체제 사용자 인터페이스 및 플랫폼의 다양한 측면에 상당한 변화를 특징으로 하며, 태블릿과 같은 터치 기반 장치를 위해 설계되었다. 이 운영체제는 또한 애플리케이션 스토어와 주로 태블릿에서 사용하도록 최적화된 새로운 스타일의 애플리케이션을 도입했다. 마이크로소프트는 또한 ARM 기반 장치에 사용하기 위한 윈도우 8 에디션인 윈도우 RT를 도입했다. 윈도우 8 및 RT의 출시는 슬레이트 태블릿, 하이브리드, 컨버터블 등 다양한 제조업체(마이크로소프트 자체, 서피스 출시 포함)의 두 운영체제를 탑재한 장치 출시와 함께 이루어졌다.
2015년 7월에 출시된 윈도우 10은 마이크로소프트가 "유니버설 앱"이라고 설명한 것을 도입했다. 메트로 스타일 앱을 확장한 이러한 앱은 PC, 태블릿, 스마트폰, 임베디드 시스템, 엑스박스 원, 서피스 허브, Windows Holographic 등 여러 마이크로소프트 제품군에서 거의 동일한 코드로 실행되도록 설계할 수 있다. 윈도우 사용자 인터페이스는 마우스 지향 인터페이스와 사용 가능한 입력 장치(특히 2-in-1 PC)를 기반으로 한 터치스크린 최적화 인터페이스 간의 전환을 처리하도록 개편되었다. 두 인터페이스 모두 업데이트된 시작 메뉴를 포함한다. 윈도우 10은 이전 윈도우 버전을 모두 대체했다.

#### 하이브리드 OS 작동
몇몇 하드웨어 회사들은 안드로이드와 윈도우 폰 운영체제(또는 드물게 윈도우 8.1, 이미 취소된 에이수스 트랜스포머 북 듀엣과 같은 경우) 둘 다로 작동할 수 있는 하이브리드 장치를 만들었다. 반면 아르스 테크니카는 다음과 같이 언급했다: "듀얼 OS 장치는 항상 형편없는 제품이다. 윈도우즈와 안드로이드는 거의 서로 통신하지 않으므로, 듀얼 OS 장치는 별도의 앱, 데이터, 저장 공간 풀 및 완전히 다른 UI 패러다임을 다루어야 한다. 따라서 소비자 관점에서 마이크로소프트와 구글은 실제로 아무도 원하지 않는 수많은 투박한 장치를 OEM이 생산하는 것을 막고 있을 뿐이다."

### 단종된 태블릿 운영체제

#### 블랙베리 10
블랙베리 10(QNX OS 기반)은 블랙베리의 제품이다. 스마트폰 OS로서, 이는 폐쇄형 소스이며 독점적이며, 블랙베리에서 제조한 휴대폰 및 태블릿에서만 실행된다.
2000년대 후반 세계를 지배하던 플랫폼 중 하나였으나, 2010년대 중반에는 전 세계 시장 점유율이 크게 줄었다. 2016년 말, 블랙베리는 OS 지원을 계속할 것이며 10.3.3 버전을 출시할 것이라고 발표했다. 따라서 블랙베리 10은 더 이상 주요 업데이트를 받지 않을 것이며, 블랙베리와 그 파트너들은 안드로이드 기반 개발에 더 집중할 것이다.

#### 블랙베리 태블릿 OS
블랙베리 태블릿 OS는 블랙베리의 운영체제로, QNX 뉴트리노 실시간 운영체제를 기반으로 하며 어도비 AIR 및 BlackBerry WebWorks 애플리케이션을 실행하도록 설계되었다. 현재 블랙베리 플레이북 태블릿 컴퓨터에서 사용할 수 있다.
블랙베리 태블릿 OS는 QNX(현재 RIM의 자회사)의 운영체제를 실행하는 최초의 태블릿이다.
블랙베리 태블릿 OS는 표준 블랙베리 자바 애플리케이션을 지원한다. 안드로이드 앱 지원 또한 발표되었으며, 개발자가 포팅하거나 사용자가 사이드로드하여 설치할 수 있는 샌드박스 "앱 플레이어"를 통해 제공된다. GNU 툴체인을 사용하여 네이티브 애플리케이션을 개발하기 위한 BlackBerry Tablet OS Native Development Kit은 현재 비공개 베타 테스트 중이다. BlackBerry Tablet OS를 실행하는 최초의 장치는 블랙베리 플레이북 태블릿 컴퓨터였다.

### 애플리케이션 스토어
시스템에 미리 설치되지 않은 앱은 온라인 배포를 통해 제공된다. 이러한 출처를 앱 스토어라고 하며, 소프트웨어의 중앙 집중식 카탈로그를 제공하고 장치에서 "원 클릭"으로 소프트웨어 구매, 설치 및 업데이트를 허용한다.
모바일 장치 공급업체는 공급업체가 사용 가능한 소프트웨어 응용 프로그램("앱")을 제어하는 "담장 안"(walled garden) 접근 방식을 채택할 수 있다. 소프트웨어 개발 키트는 승인된 소프트웨어 개발자로 제한된다. 이는 악성 소프트웨어의 영향을 줄이고, 승인된 콘텐츠 등급이 있는 소프트웨어를 제공하고, 애플리케이션 품질을 제어하고, 경쟁업체를 제외하는 데 사용될 수 있다. 애플, 구글, 아마존, 마이크로소프트, 반스 & 노블은 모두 이 전략을 채택했다. 반스 & 노블은 원래 임의의 앱 설치를 허용했지만, 2011년 12월에는 제3자를 제외했다. 애플과 IBM은 기업 수준의 계정에서 아이패드 및 아이폰용 IBM 개발 애플리케이션을 교차 판매하는 데 협력하기로 합의했다. 오픈 소스 소프트웨어 지지자들은 아이패드(또는 그러한 "담장 안" 앱 스토어 접근 방식)가 전통적인 개인용 컴퓨터가 항상 제공해왔던 개인 제어의 정신을 위반한다고 말한다.

## 판매
2010년경부터 기업들이 회의, 이벤트, 무역 박람회에 태블릿을 사용하기 시작하면서 태블릿의 기업 활용이 급증했다. 2012년 인텔은 태블릿 프로그램이 약 19,000명의 직원들의 생산성을 하루 평균 57분 향상시켰다고 보고했다. 2012년 10월, 태블릿용 디스플레이 패널 출하량이 랩톱 디스플레이 패널 출하량을 추월하기 시작했다. 태블릿은 건설 산업에서 청사진, 현장 문서 및 기타 관련 정보를 장치에서 확인하는 데 점점 더 많이 사용되어 많은 양의 종이를 들고 다니는 대신 이점을 제공했다. 타임은 2012년 11월 기사에서 이 제품의 인기를 "전 세계적인 태블릿 열풍"이라고 묘사했다.
2014년 초 현재, 미국 온라인 소비자 중 44%가 태블릿을 소유했으며, 이는 2011년 5%에서 크게 증가한 수치이다. 태블릿 사용은 어린이들 사이에서도 점점 더 흔해졌다. 2014년 설문조사에 따르면, 미국 12세 미만 어린이들 사이에서 모바일은 놀이용으로 가장 자주 사용되는 물건이었다. 모바일은 비디오 게임 콘솔, 보드 게임, 퍼즐, 놀이용 차량, 블록, 인형/액션 피규어보다 놀이에서 더 자주 사용되었다. 그럼에도 불구하고, 대다수의 부모는 모바일이 "결코" 또는 "가끔"만 장난감이라고 말했다. 2014년 현재, 미국 2~10세 어린이의 거의 3분의 2가 태블릿 또는 전자책에 접근할 수 있다. 성인들의 태블릿 사용은 주로 개인용 인터넷 연결 TV로 사용된다. 2015년 연구에 따르면 5세 미만 어린이의 3분의 1이 자신만의 태블릿 기기를 가지고 있었다.
2010년대 초반 판매량이 급증한 후 태블릿 시장은 2015년에 정체되었고 2018년 3분기에는 2014년 3분기 최고점 대비 35% 감소했다. 그럼에도 불구하고, 2017년에는 전 세계 태블릿 판매량이 데스크톱 컴퓨터 판매량을 넘어섰고, 2018년 1분기 전 세계 PC 판매량은 보합세를 보였다. 2020년 태블릿 시장은 재택근무와 온라인 학습에 대한 수요가 크게 증가하면서 전 세계적으로 1억 6천 4백만 대의 태블릿이 출하되는 등 판매량이 크게 급증했다.
|                | 2010 | 2011  | 2012  | 2013  | 2014                      | 2015  | 2016  | 2017  | 2018  | 2019  |
| -------------- | ---- | ----- | ----- | ----- | ------------------------- | ----- | ----- | ----- | ----- | ----- |
| 단위 (백만 대) | 17.6 | 60.0  | 116.3 | 195.4 | 216.0 (판매) 229.6 (출하) | 207.2 | 174.8 | 163.5 | 146.2 | 144.1 |
| 성장률 (%)     | N/A  | 240.9 | 93.8  | 68.0  | 10.5 (판매) 4.4 (출하)    | −10.1 | −15.6 | −6.5  | −11.4 | −1.5  |

|                | 2020  | 2021  | 2022  | 2023  | 2024  |
| -------------- | ----- | ----- | ----- | ----- | ----- |
| 단위 (백만 대) | 164.1 | 168.8 | 162.8 | 128.5 | 147.6 |
| 성장률 (%)     | 13.6  | 3.2   | −3.3  | −20.5 | 9.0   |

### 제조사별
| 전 세계 태블릿 시장 점유율 (출하량 기준, 퍼센트, 2011년–2019년) | 전 세계 태블릿 시장 점유율 (출하량 기준, 퍼센트, 2011년–2019년) | 전 세계 태블릿 시장 점유율 (출하량 기준, 퍼센트, 2011년–2019년) | 전 세계 태블릿 시장 점유율 (출하량 기준, 퍼센트, 2011년–2019년) | 전 세계 태블릿 시장 점유율 (출하량 기준, 퍼센트, 2011년–2019년) | 전 세계 태블릿 시장 점유율 (출하량 기준, 퍼센트, 2011년–2019년) | 전 세계 태블릿 시장 점유율 (출하량 기준, 퍼센트, 2011년–2019년) | 전 세계 태블릿 시장 점유율 (출하량 기준, 퍼센트, 2011년–2019년) | 전 세계 태블릿 시장 점유율 (출하량 기준, 퍼센트, 2011년–2019년) | 전 세계 태블릿 시장 점유율 (출하량 기준, 퍼센트, 2011년–2019년) | 전 세계 태블릿 시장 점유율 (출하량 기준, 퍼센트, 2011년–2019년) | 전 세계 태블릿 시장 점유율 (출하량 기준, 퍼센트, 2011년–2019년) | 전 세계 태블릿 시장 점유율 (출하량 기준, 퍼센트, 2011년–2019년) | 전 세계 태블릿 시장 점유율 (출하량 기준, 퍼센트, 2011년–2019년) | 전 세계 태블릿 시장 점유율 (출하량 기준, 퍼센트, 2011년–2019년) | 전 세계 태블릿 시장 점유율 (출하량 기준, 퍼센트, 2011년–2019년) | 전 세계 태블릿 시장 점유율 (출하량 기준, 퍼센트, 2011년–2019년) | 전 세계 태블릿 시장 점유율 (출하량 기준, 퍼센트, 2011년–2019년) | 전 세계 태블릿 시장 점유율 (출하량 기준, 퍼센트, 2011년–2019년) | 전 세계 태블릿 시장 점유율 (출하량 기준, 퍼센트, 2011년–2019년) |
| 순위                                                            | 2011년 3분기                                                    | 2011년 3분기                                                    | 2012년 3분기                                                    | 2012년 3분기                                                    | 2013년 3분기                                                    | 2013년 3분기                                                    | 2014년 3분기                                                    | 2014년 3분기                                                    | 2015년 3분기                                                    | 2015년 3분기                                                    | 2016년 3분기                                                    | 2016년 3분기                                                    | 2017년 3분기                                                    | 2017년 3분기                                                    | 2018년 3분기                                                    | 2018년 3분기                                                    | 2019년 3분기                                                    | 2019년 3분기                                                    |                                                                 |
| --------------------------------------------------------------- | --------------------------------------------------------------- | --------------------------------------------------------------- | --------------------------------------------------------------- | --------------------------------------------------------------- | --------------------------------------------------------------- | --------------------------------------------------------------- | --------------------------------------------------------------- | --------------------------------------------------------------- | --------------------------------------------------------------- | --------------------------------------------------------------- | --------------------------------------------------------------- | --------------------------------------------------------------- | --------------------------------------------------------------- | --------------------------------------------------------------- | --------------------------------------------------------------- | --------------------------------------------------------------- | --------------------------------------------------------------- | --------------------------------------------------------------- | --------------------------------------------------------------- |
| 1                                                               | 애플                                                            | 61.5                                                            | 애플                                                            | 50.4                                                            | 애플                                                            | 29.6                                                            | 애플                                                            | 22.8                                                            | 애플                                                            | 20.3                                                            | 애플                                                            | 21.5                                                            | 애플                                                            | 25.8                                                            | 애플                                                            | 26.6                                                            | 애플                                                            | 31.4                                                            |                                                                 |
| 2                                                               | 삼성                                                            | 5.6                                                             | 삼성                                                            | 18.4                                                            | 삼성                                                            | 20.4                                                            | 삼성                                                            | 18.3                                                            | 삼성                                                            | 16.5                                                            | 삼성                                                            | 15.1                                                            | 삼성                                                            | 15.0                                                            | 삼성                                                            | 14.6                                                            | 아마존                                                          | 14.5                                                            |                                                                 |
| 3                                                               | HP                                                              | 5.0                                                             | 아마존                                                          | 9.0                                                             | 에이수스                                                        | 7.4                                                             | 에이수스                                                        | 6.5                                                             | 레노버                                                          | 6.3                                                             | 아마존                                                          | 7.3                                                             | 아마존                                                          | 10.9                                                            | 아마존                                                          | 12.0                                                            | 삼성                                                            | 12.3                                                            |                                                                 |
| 4                                                               | 반스 & 노블                                                     | 4.5                                                             | 에이수스                                                        | 8.6                                                             | 에이서                                                          | 2.5                                                             | RCA                                                             | 6.9                                                             | 화웨이                                                          | 3.7                                                             | 화웨이                                                          | 5.6                                                             | 화웨이                                                          | 7.5                                                             | 화웨이                                                          | 8.9                                                             | 화웨이                                                          | 9.5                                                             |                                                                 |
| 5                                                               | 에이수스                                                        | 4.0                                                             | 레노버                                                          | 1.4                                                             | 에이서                                                          | 2.5                                                             | 레노버                                                          | 5.7                                                             | 에이수스                                                        | 4.0                                                             | 레노버                                                          | 6.3                                                             | 레노버                                                          | 7.4                                                             | 레노버                                                          | 6.3                                                             | 레노버                                                          | 6.7                                                             |                                                                 |
| 기타                                                            |                                                                 |                                                                 |                                                                 | 12.2                                                            |                                                                 | 35.3                                                            |                                                                 | 41.8                                                            |                                                                 | 49.1                                                            |                                                                 | 44.2                                                            |                                                                 | 33.3                                                            |                                                                 | 31.6                                                            |                                                                 | 25.5                                                            |                                                                 |

| 전 세계 태블릿 시장 점유율 (출하량 기준, 퍼센트, 2020년–현재) | 전 세계 태블릿 시장 점유율 (출하량 기준, 퍼센트, 2020년–현재) | 전 세계 태블릿 시장 점유율 (출하량 기준, 퍼센트, 2020년–현재) | 전 세계 태블릿 시장 점유율 (출하량 기준, 퍼센트, 2020년–현재) | 전 세계 태블릿 시장 점유율 (출하량 기준, 퍼센트, 2020년–현재) | 전 세계 태블릿 시장 점유율 (출하량 기준, 퍼센트, 2020년–현재) | 전 세계 태블릿 시장 점유율 (출하량 기준, 퍼센트, 2020년–현재) | 전 세계 태블릿 시장 점유율 (출하량 기준, 퍼센트, 2020년–현재) | 전 세계 태블릿 시장 점유율 (출하량 기준, 퍼센트, 2020년–현재) | 전 세계 태블릿 시장 점유율 (출하량 기준, 퍼센트, 2020년–현재) | 전 세계 태블릿 시장 점유율 (출하량 기준, 퍼센트, 2020년–현재) | 전 세계 태블릿 시장 점유율 (출하량 기준, 퍼센트, 2020년–현재) |
| 순위                                                          | 2020년 3분기                                                  | 2020년 3분기                                                  | 2021년 3분기                                                  | 2021년 3분기                                                  | 2022년 3분기                                                  | 2022년 3분기                                                  | 2023년 3분기                                                  | 2023년 3분기                                                  | 2024년 3분기                                                  | 2024년 3분기                                                  |                                                               |
| ------------------------------------------------------------- | ------------------------------------------------------------- | ------------------------------------------------------------- | ------------------------------------------------------------- | ------------------------------------------------------------- | ------------------------------------------------------------- | ------------------------------------------------------------- | ------------------------------------------------------------- | ------------------------------------------------------------- | ------------------------------------------------------------- | ------------------------------------------------------------- | ------------------------------------------------------------- |
| 1                                                             | 애플                                                          | 29.2                                                          | 애플                                                          | 34.6                                                          | 애플                                                          | 37.5                                                          | 애플                                                          | 37.5                                                          | 애플                                                          | 31.7                                                          |                                                               |
| 2                                                             | 삼성                                                          | 19.8                                                          | 삼성                                                          | 17.7                                                          | 삼성                                                          | 18.4                                                          | 삼성                                                          | 18.0                                                          | 삼성                                                          | 17.9                                                          |                                                               |
| 3                                                             | 아마존                                                        | 11.4                                                          | 아마존                                                        | 11.1                                                          | 아마존                                                        | 11.1                                                          | 레노버                                                        | 7.9                                                           | 아마존                                                        | 11.6                                                          |                                                               |
| 4                                                             | 화웨이                                                        | 10.2                                                          | 레노버                                                        | 10.1                                                          | 레노버                                                        | 7.0                                                           | 화웨이                                                        | 6.8                                                           | 화웨이                                                        | 8.2                                                           |                                                               |
| 5                                                             | 레노버                                                        | 8.6                                                           | 화웨이                                                        | 5.4                                                           | 화웨이                                                        | 6.2                                                           | 아마존                                                        | 6.5                                                           | 레노버                                                        | 7.6                                                           |                                                               |
| 기타                                                          |                                                               | 20.9                                                          |                                                               | 21.1                                                          |                                                               | 19.7                                                          |                                                               | 23.3                                                          |                                                               | 22.9                                                          |                                                               |

### 운영체제별
2012년 3월 Online Publishers Association (OPA, 현재 Digital Content Next (DCN)으로 불림)이 실시한 설문조사에 따르면 태블릿 소유자의 72%가 아이패드를 가지고 있었고, 32%는 안드로이드 태블릿을 가지고 있었다. 2012년까지 안드로이드 태블릿 채택이 증가했다. 태블릿 소유자의 52%가 아이패드를 소유했으며, 51%는 안드로이드 기반 태블릿을 소유했다(일부 태블릿 소유자는 두 가지 유형 이상을 소유하므로 퍼센트가 100%가 되지 않는다). 2013년 말까지 안드로이드의 시장 점유율은 61.9%로 상승했으며, iOS가 36%로 그 뒤를 이었다. 2014년 말까지 안드로이드의 시장 점유율은 72%로 상승했으며, iOS는 22.3%, 윈도우는 5.7%로 그 뒤를 이었다. 2016년 초 현재, 안드로이드는 65%의 시장 점유율을 가지고 있으며, 애플은 26%, 윈도우는 9%의 시장 점유율을 가지고 있다. 2018년 1분기에는 안드로이드 태블릿이 시장의 62%를 차지했으며, 애플의 iOS가 23.4%, 윈도우 10이 14.6%를 차지했다.
|            | 시장 점유율 (2022년 3분기) |
| ---------- | -------------------------- |
| 안드로이드 | 49%                        |
| iPadOS     | 38%                        |
| 윈도우즈   | 11%                        |
| 기타       | 2%                         |

출처: Strategy Analytics

## 사용

### 수면
백라이트 태블릿에서 방출되는 푸른 파장의 빛은 밤에 책을 읽을 때 멜라토닌 분비를 억제하여 잠드는 능력에 영향을 미칠 수 있다. 하버드 의학전문대학원 전문가들은 저녁에 태블릿을 사용하여 독서하는 것을 제한할 것을 제안한다. 십대와 같이 신체 시계가 늦어져 저녁 늦게까지 깨어 있고 아침 늦게 잠자는 경향이 있는 사람들은 수면 부족이 증가할 위험이 특히 높을 수 있다. F.lux와 같은 PC 앱과 CF.lumen 및 Twilight과 같은 안드로이드 앱은 디스플레이에서 푸른 파장을 필터링하여 수면에 미치는 영향을 줄이려고 시도한다. iOS 9.3에는 늦은 시간에 장치 디스플레이의 색상을 따뜻하게 바꾸는 나이트 시프트 기능이 포함되어 있다.

### 비행기에서
이러한 유형의 장치에서 방출되는 전자기파 등 여러 요인 때문에 이착륙 시 상업용 항공편에서는 모든 종류의 전자 장치 사용이 전면 금지되었다. 2013년 11월 13일, 유럽 항공 안전청(EASA)은 2014년부터 유럽 항공사 항공편에서 휴대 단말기 사용이 (셀룰러 기능이 비활성화된 "비행기 모드" 상태에서) 허용될 수 있다고 발표했다. 2014년 9월, EASA는 EU 항공사들이 태블릿, 전자책 단말기, 스마트폰 및 기타 휴대용 전자 기기를 EU 항공편의 모든 구간에서 비행기 모드를 설정할 필요 없이 켜두는 것을 허용할 수 있다는 지침을 발표했다. 그러나 각 항공사는 이 행동을 허용할지 여부를 결정해야 한다. 미국에서는 연방항공국이 2013년 말에 비행기 모드 상태에서 휴대용 전자 기기를 비행 중 모든 구간에서 사용할 수 있도록 허용했다.

### 관광
일부 프랑스 역사 기념물에는 "히스토패드"라고 불리는 디지털 촉각 태블릿이 장착되어 있다. 이는 아이패드 미니에 통합된 애플리케이션으로, 방문객이 인터랙티브하고 개인화된 방식으로 방문을 통제할 수 있도록 여러 방문 장면에 증강 현실 및 가상 현실 상호작용을 제공한다.

### 특정 분야의 전문적인 사용
일부 전문가들, 예를 들어 건설 산업, 보험 전문가, 인명구조원 또는 측량사들은 극심한 고온 또는 저온 충격이나 기후 환경을 견딜 수 있는 이른바 견고한 현장 모델을 사용한다. 일부 장치는 낙하 및 화면 파손에 대해 강화되었다. 예를 들어 Thorium X와 같은 위성 연결 장착 태블릿은 다른 연결이 없는 지역에서 사용될 수 있다. 이는 항공 및 군사 분야에서 귀중한 기능이다. 예를 들어, 미 육군 헬리콥터 조종사들은 전자 비행 가방으로 태블릿으로 전환하고 있는데, 이는 대규모 사용자 그룹의 빠르고 편리한 동기화와 정보의 원활한 업데이트라는 이점을 제공한다. 현장에 배치된 미 육군 군목들은 군 규정, 야전 매뉴얼 및 기타 중요한 정보에 대한 접근성을 자신들의 업무에 도움이 된다고 언급했지만, 군목들에게는 전력 생산, 스피커 및 태블릿 백팩 또한 필요하다.

## 같이 보기
- 태블릿 컴퓨터 비교
- 태블릿 컴퓨터의 역사
- 태블릿 PC 치수 및 케이스 크기 목록
- 모바일 컴퓨터 목록
- 모바일 장치
- 2-in-1 PC
- 랩톱-태블릿 융합